# Trafiksignaler i Stockholm

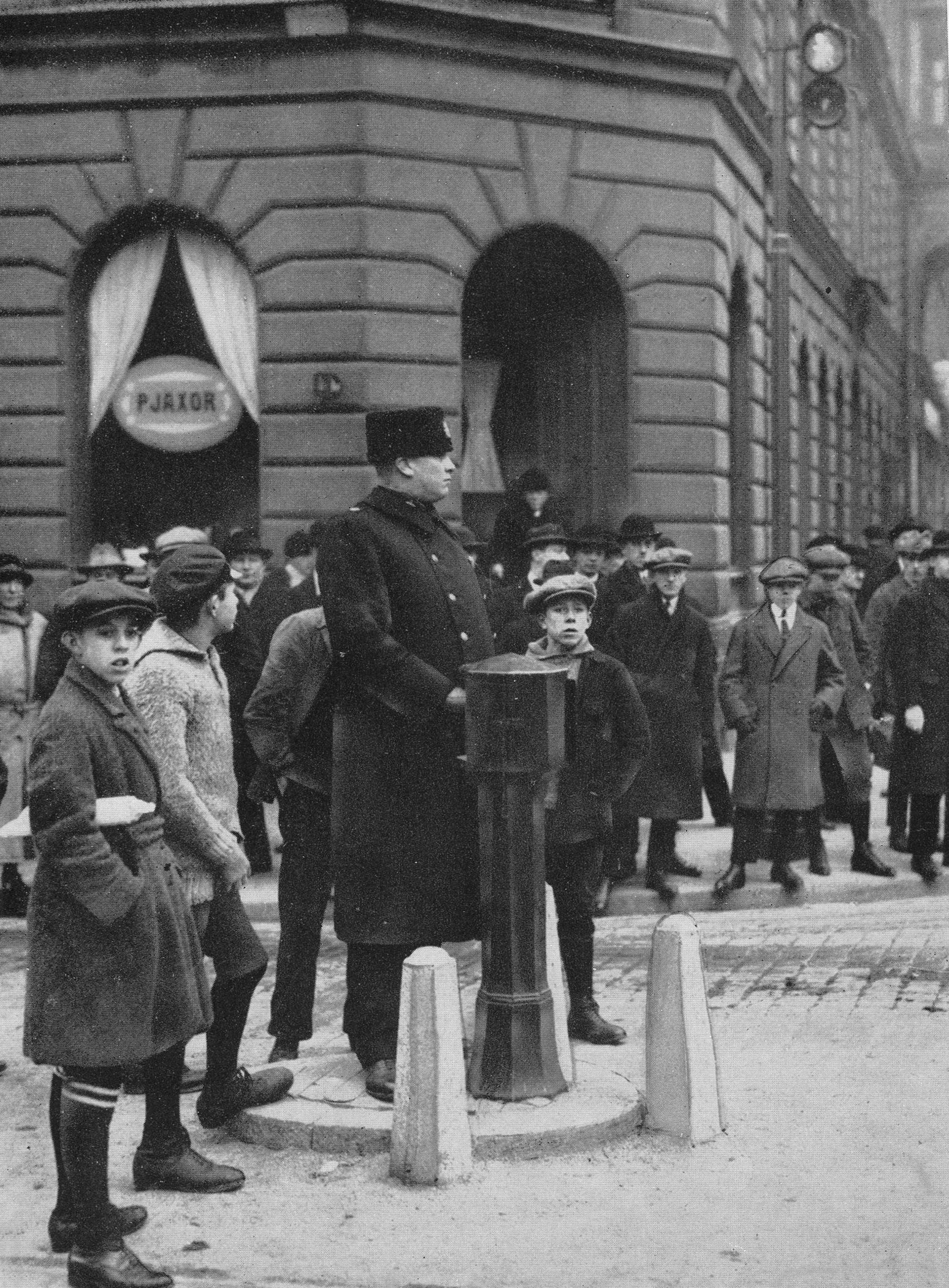
Stockholms och Sveriges första trafiksignal fanns i hörnet Kungsgatan/Vasagatan och togs i drift i januari 1925. En polisman skötte signalväxlingen. Signalen satt på en fyra meter hög stolpe (längst upp till höger i bild).

De första trafiksignalerna i Stockholm togs i drift år 1925 i korsningen Kungsgatan/Vasagatan. Då hade trafiksignalerna bara två huvudfärger och kretsloppet i signalväxlingen var indelat i två faser: rött och grönt. År 1932 introducerades Stockholmsmetoden som innebar att man visade rött/gult respektive grönt/gult i mellanfaserna. Även den första anläggningen med fyrskensväxling installerades 1932 i korsningen Kungsgatan/Vasagatan, som var en sorts experimentplats för nya trafiksignaler. År 1937 blev Stockholmsmetoden officiell svensk standard och ändrades först år 1999 till dagens Europaanpassade signalväxling utan grön/gult i mellanfasen.
Antalet trafiksignalreglerade korsningar ökade snabbt från 12 anläggningar 1945 till cirka 200 st i slutet av 1960-talet och till cirka 500 st 1980. Idag (2020) finns cirka 600 anläggningar med totalt cirka 11 000 signallyktor. Samtliga är utrustade med LED-ljus sedan 2001 då Stockholm var första stad i världen med LED-teknik i så gott som alla trafiksignaler.
Sedan 1 februari 2010 sköts övervakning av Stockholmstrafiken och skötsel av signalanläggningarna av det privata Österrikebaserade bolaget Swarco. Stockholms stads trafikkontor kommer även fortsättningsvis att utföra projekteringen av nya anläggningar och bestämmer detaljer såsom signalernas styrning och omloppstider.

## Historik
I december 1868 började de första försöken med trafiksignaler i London. Då togs en anläggning i drift utanför Westminsterpalatset. Signalen hade ställbara armar som manövrerades av en polisman och påminde om tågsignalens semafor där armen betydde ”stop” (stopp) i uppfällt läge och ”caution” (varning) i nedfällt läge. Under mörkret visade en gaslykta rött respektive grönt ljus för ”stop” respektive ”caution”. Efter en knapp månad exploderade anläggningen på grund av en gasläcka och den manövrerande polismannen brännskadades svårt. Experimentet avbröts och det dröjde ända fram till 1917 innan nya försök med trafiksignaler startades i England. Under tiden hade signaler med ”stop” och ”go” testats och etablerats i USA.

## Införande av trafiksignaler i Stockholm

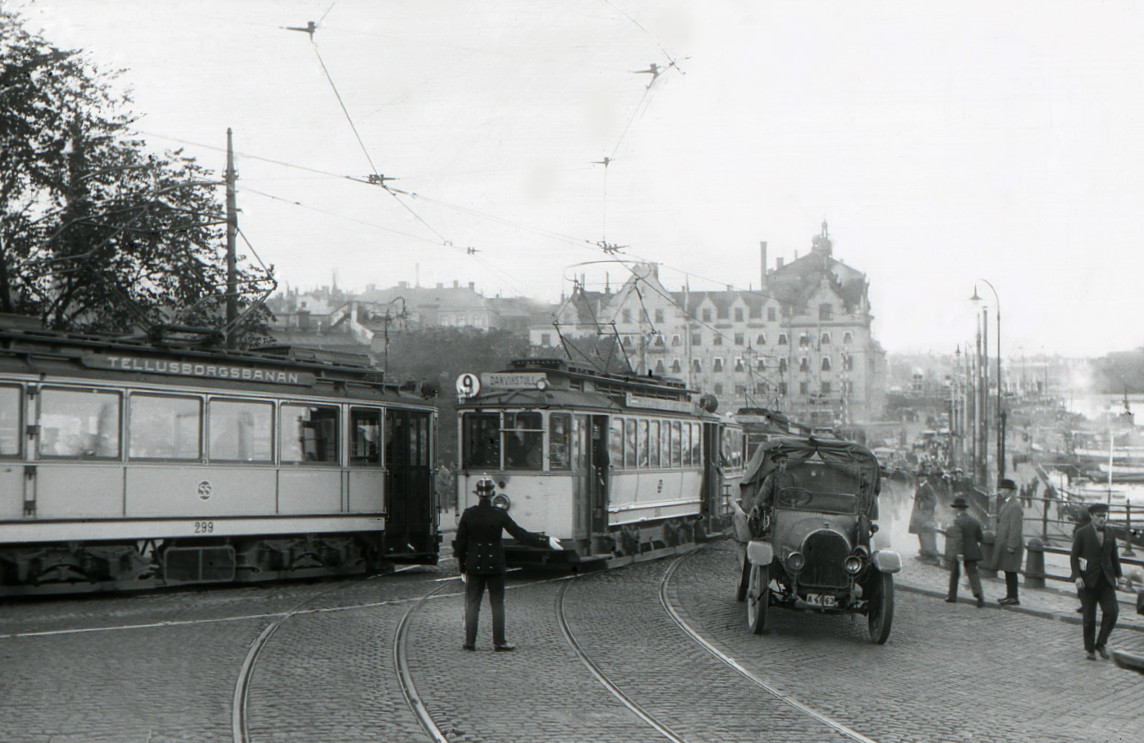
En polisman dirigerar trafiken på Slussen 1925.

### Bakgrund
Exakt när en polisman för första gången dirigerade eller ordnade trafiken i en korsning i Stockholm är okänt men troligen var det redan före bilismens tid. I den första olycksfallsstatistiken från år 1914 rapporterades bland annat att i gatukorsningar där polisman dirigerade trafiken ”nonchalerades dennes anvisningar understundom”. Automobilförarna däremot ogillade polismyndighetens ”förföljelselusta”.
Utöver handtecken hade polismannen ställbara semaforer med text ”kör” respektive ”stanna”. Orsaken till att man även i Stockholm började använda trafiksignaler för regleringen av trafiken var det hastigt stigande antalet motorfordon på stadens gator. År 1905 fanns det i Stockholm 177 registrerade bilar, antalet ökade på 20 år till 9 000 och 1930 var antalet 17 800. Med hjälp av tydliga trafiksignaler ville man förbättra framkomligheten och höja säkerheten. En fördel för Stockholm var att man kunde dra nytta av andra länders erfarenheter, lära av deras framgångar och undvika deras misstag.
Sedan december 1924 fanns en trafikfyr på Nybroplan. Anordningen, som ibland kallas för Stockholms första trafikljus, sattes upp på prov efter amerikansk förebild och var utrustad med en gul blinkande gaslampa från AGA (specialist på just fyrar) som spred ljus åt alla håll. På fyrens sockel fanns målade pilar som hade till uppgift att påminna trafikanterna om att hålla till vänster och passera fyren på rätt sida.

### Stockholms tidiga trafiksignaler

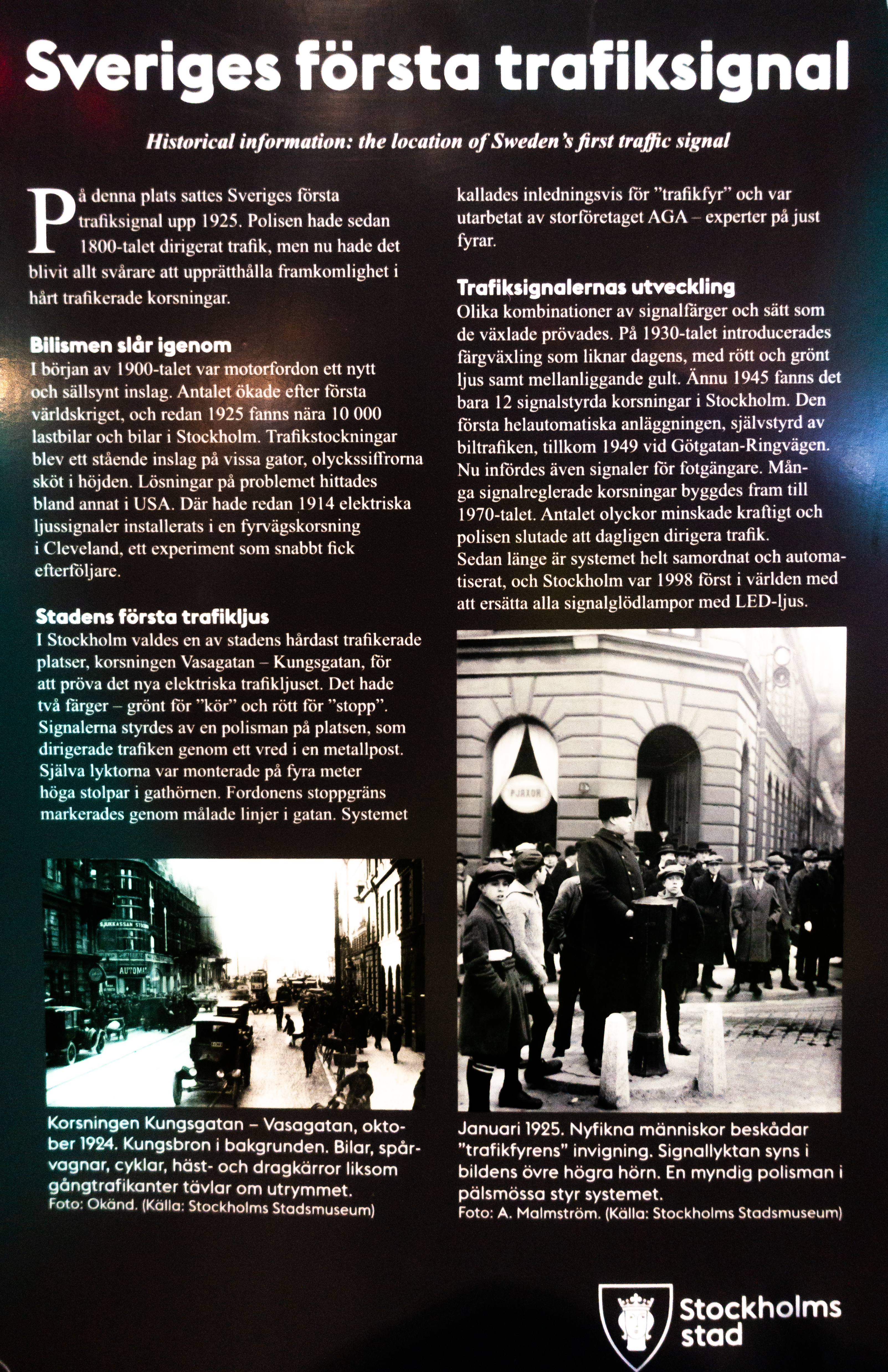
Tavlan sattes upp i korsningen Kungsgatan-Vasagatan samband med att trafikljusen firade 100 år i Stockholm 2025.

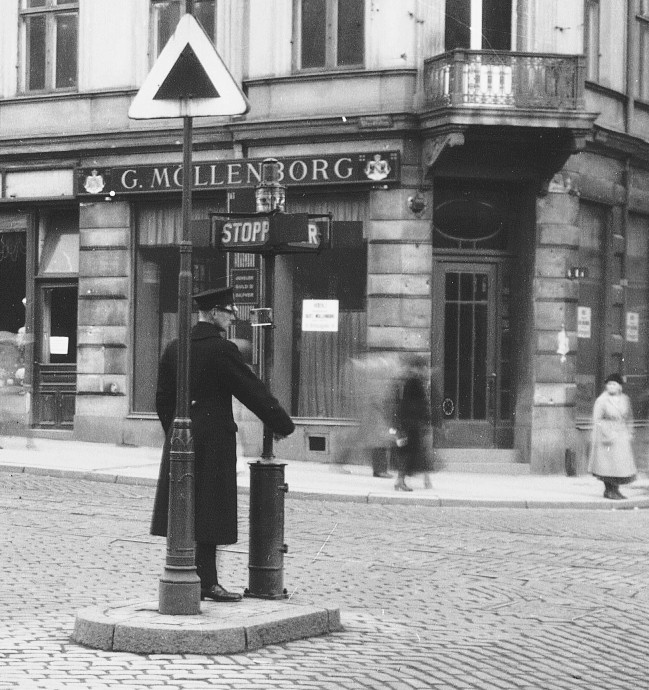
AGA:s "Stopp-Kör"-signal i hörnet Sturegatan / Humlegårdsgatan, 1929.

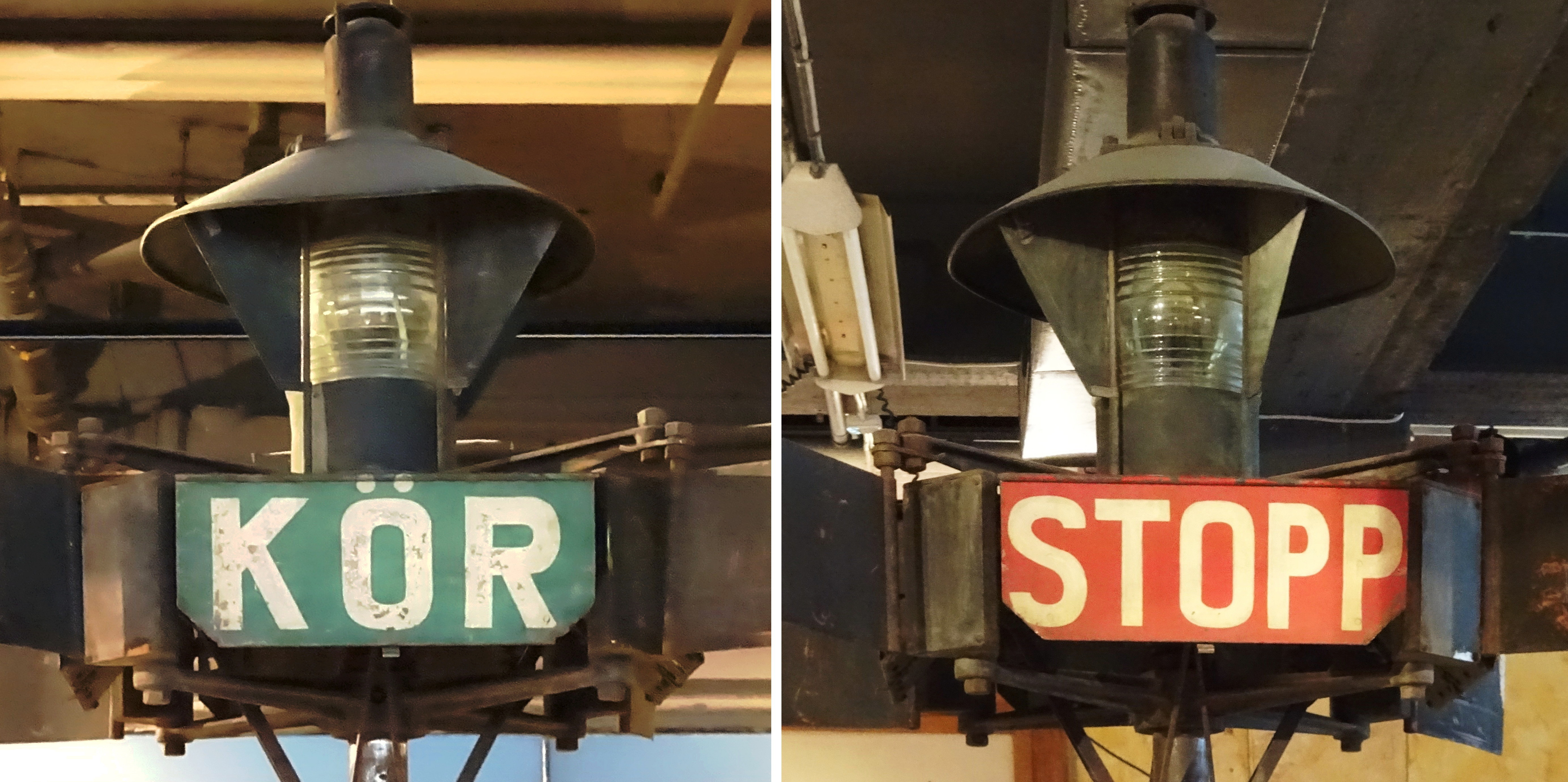
AGA:s "Stopp-Kör" - signal uppsattes den 30 januari 1926 i hörnet Hamngatan / Regeringsgatan. Originalet finns bevarat på Stockholms Spårvägsmuseum.

En av Stockholms hårdast trafikerade gator var Kungsgatan, därför togs i januari 1925 Stockholms och Sveriges första "riktiga" trafiksignal i drift just vid Kungsgatan. En nyfiken skara människor hade samlats vid korsningen Kungsgatan/Vasagatan för att beskåda nyheten. Pressfotografen Axel Malmström dokumenterade scenen. Anläggningen, som bestod av 4 elektriska 2-skenslyktor (rött och grönt), styrdes av en polisman i gatukorsningen. Själva lyktorna var monterade i gathörnen på en 4 meter hög stolpe. Anläggningen hade utexperimenterats av AGA. En målad linje på gatan markerade dessutom stoppgränsen för fordonen. Under hösten samma år installerades den andra anläggningen i korsningen Kungsgatan/Drottninggatan. År 1927 började man att komplettera trafiksignalen med en ljudsignal. Polismannen skulle blåsa i en visselpipa som tecken på att signalväxling förestod (motsvarande dagens ”gult”). Provet utföll dock inte till belåtenhet och avslutades efter kort tid.
AGA hade även tagit fram en mindre, billigare variant som visade skyltar ”STOPP” respektive ”KÖR” i vita bokstäver på röd respektive grön botten. Ovanpå satt en AGA-lykta som lyste genom röda och gröna filter. Diverse skärmar såg till att trafikanten bara såg ett ljus åt gången. Signalen var monterad på en cirka två meter hög stolpe och manövrerades med hjälp av ett handtag. Denna enklare typ uppsattes den 30 januari 1926 i korsningen Hamngatan/Regeringsgatan och följande år på ytterligare två korsningar. 1925–1933 fortsatte experiment med olika färgkombinationer och andra system för signalväxling.
Ansvaret för Stockholms tidiga trafiksignaler hade Stockholms elektricitetsverk. Från och med år 1951 fick elektriska avdelningen vid Stockholms brandförsvar sköta uppgiften eftersom brandförsvaret redan sysslade med sina utryckningssignaler. När brandförsvaret tog över fanns det ett 30-tal enkla och okomplicerade anläggningar. Efter en utredning 1963 beslöts att en särskild avdelning vid Stockholms stads gatukontor skulle överta driften av de 124 trafiksignaler som då fanns i staden. I samband med det överfördes stora delar av brandförsvarets personal med specialkompetens till gatukontoret.

### Stockholmsmetoden

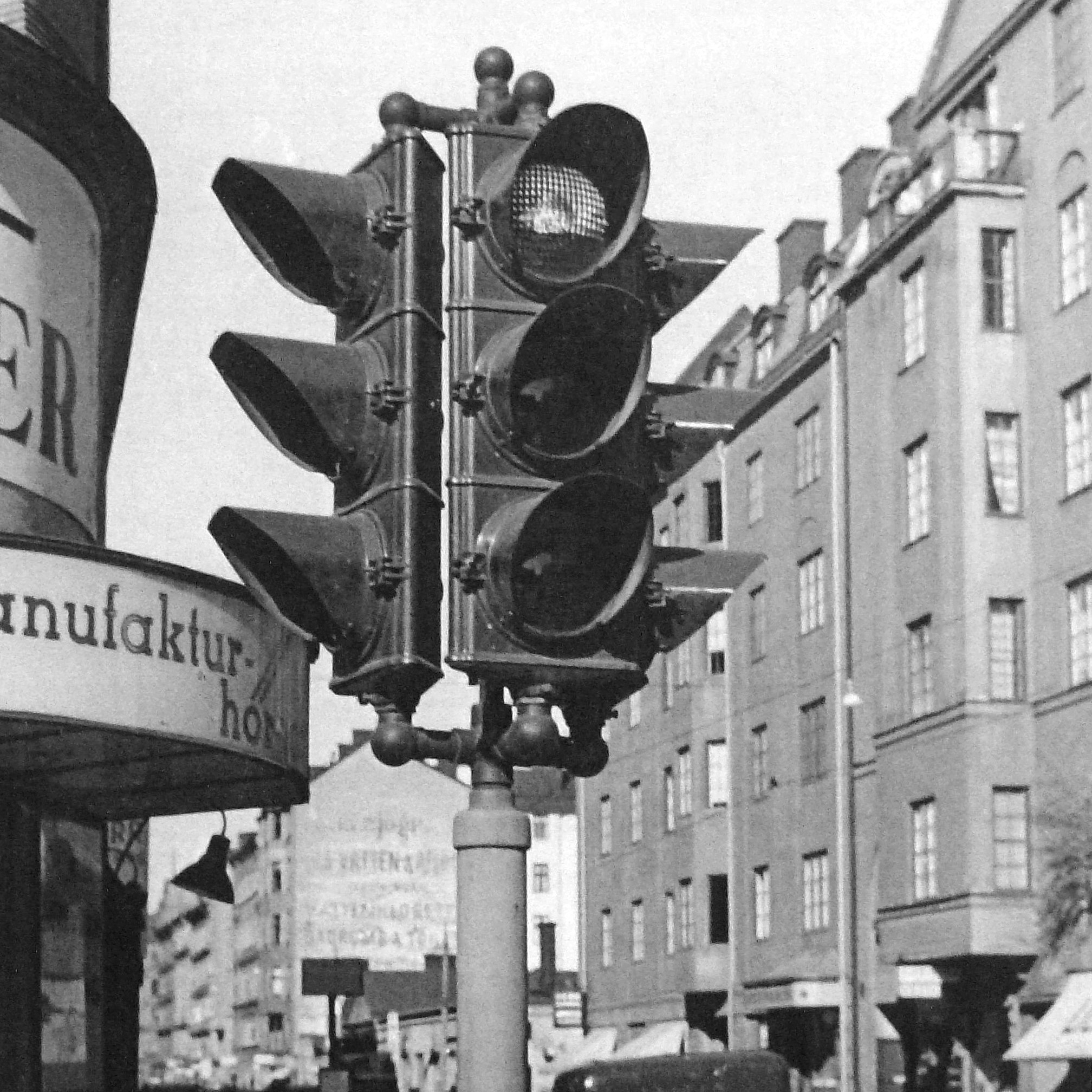
Tidig trafiksignal i korsningen Roslagsgatan/Odengatan, 1930-talet.

Signalväxling ”Stockholmsmetoden” 1932–1999.

Signalväxling som genomfördes 1999.

De första trafiksignalerna hade bara två huvudfärger och kretsloppet i signalväxlingen var indelat i endast två faser (rött och grönt). Snart visade det sig att det skulle behövas ett mellanting mellan rött och grönt, eftersom fordon under färd mot grönt ljus utan förberedelse knappt hann att stanna när ljuset plötsligt slog om till rött. Nästa steg i utvecklingen var att indela kretsloppet i fyra faser, med ensamt gult mellan rött och grönt. Idén kom från Berlin, men fungerade inte heller särskilt bra.
I England hade man experimenterat med ett system där gult visades samtidigt med rött i mellanfasen. Det vidareutvecklades 1932 i Stockholm till det som skulle kallas ”Stockholmsmetoden” och innebar att man visade rött/gult respektive grönt/gult i mellanfaserna. Den första anläggningen med fyrskensväxling installerades 1932 i korsningen Kungsgatan/Vasagatan. Denna korsning var Stockholms experimentplats för trafiksignaler. Efter ett års provdrift ansåg man att detta var den rätta lösningen och därefter ändrades successivt samtliga befintliga anläggningar i staden. År 1937 blev det norm för hela landet och kallades ”svenska signalväxlingssystemet”.
Det svenska systemet avlöstes först den 1 juli 1980 av den så kallade ”engelska signalväxlingen” som innebär att istället för gult/grön visas enbart gult. Systemet föreskrevs i en ny Europaanpassad vägmärkesförordning 1979 och var fullt genomfört 1999. Det gäller fortfarande och är vanligast förekommande i Europa. I DDR och efter Tysklands återförening fanns gult/grönt kvar i östra delen av Tyskland ända fram till år 2004.

### Poliskurar  och trafikledartorn

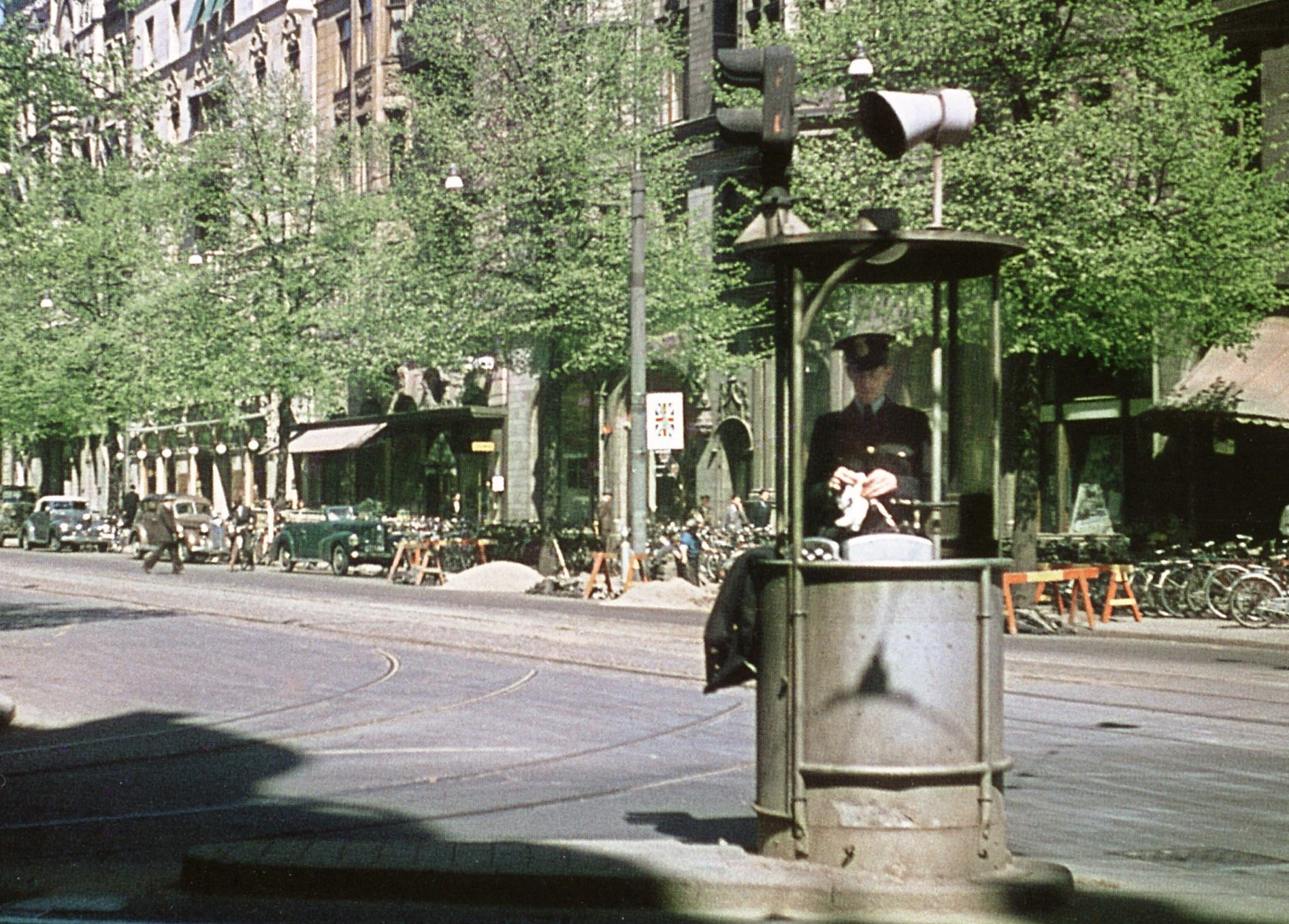
Poliskur vid Stureplan, 1940-tal.

Fram till 1930 styrdes trafiksignalen uteslutande av en polisman på platsen som samtidigt kunde övervaka skeendet. Polismannen stod i en liten plåtkur med trafikljus ovanpå respektive intill och kunde vid behov dirigera trafiken även genom handsignaler. Normalt styrdes signalväxlingen med hjälp av ett kraftigt vred med fyra armar. Varje arm var markerad med prickar: rött, rött/gult, grönt respektive grönt/gult (motsvarande signalväxlingen enligt stockholmsmetoden). 

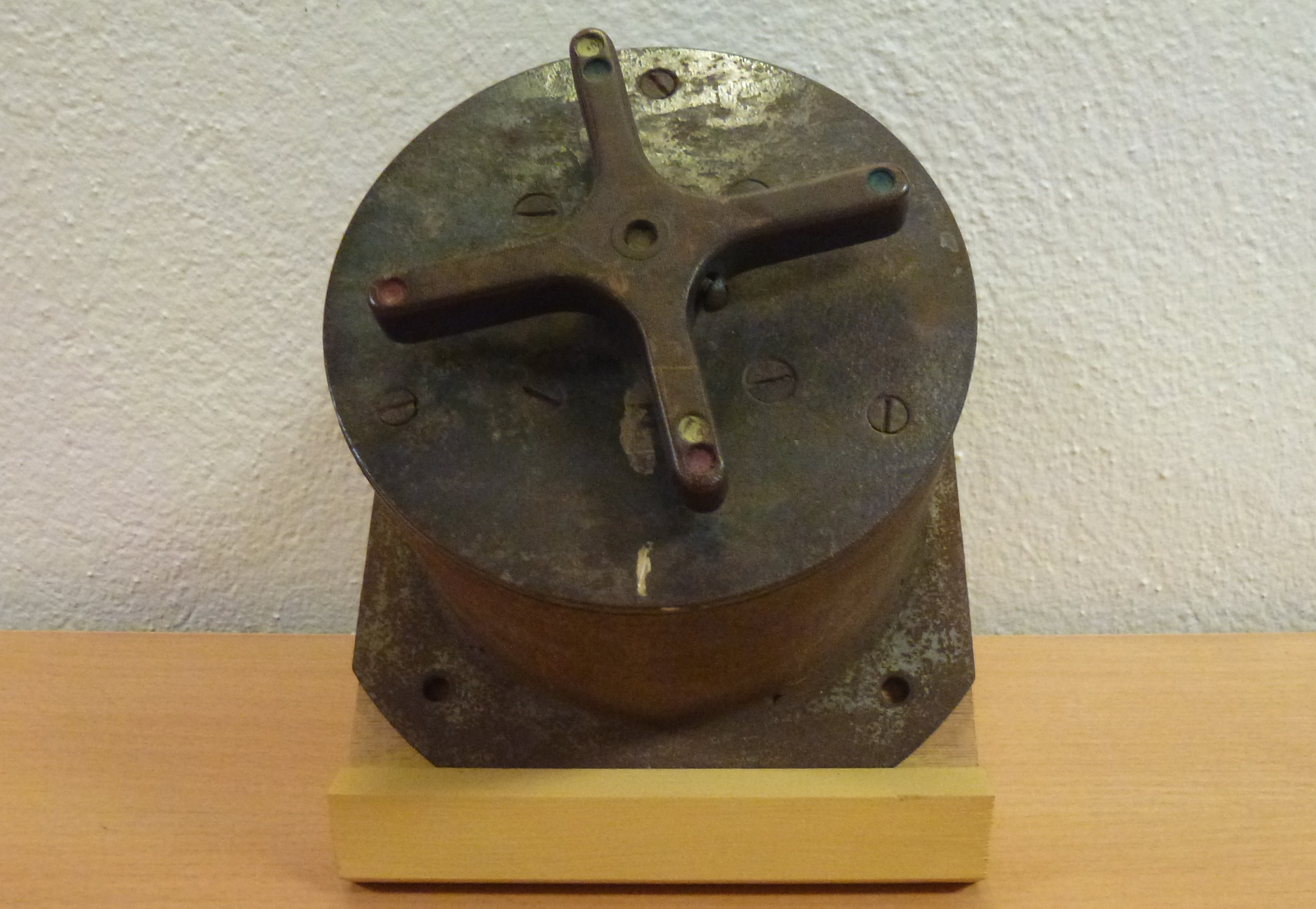
Styrvred från 1933.

En del kurar hade även högtalare på taket, som användes för att kunna ”tala” med trafikanter. År 1930 uppsattes den första signalanläggningen med automatisk och manuell dirigering på Riddarhustorget. Vid Odengatan/Torsgatan uppsattes en anläggning 1932, Tegelbacken 1933 och Slussen samt Stureplan 1935. Då fanns totalt 12 anläggningar i Stockholm, både helautomatiska varianter, kombinationer automatiskt/manuellt samt enbart manuellt förekom, som den på Tegelbacken. Under resten av 1930-talet och andra världskriget tillkom inga fler signalanläggningar, privatbilismen låg i det närmaste helt nere. År 1945 hade Stockholm fortfarande bara 12 anläggningar.
När polismannen inte var på plats tog automatiken över, som styrdes av en sorts tidur, men anläggningen fungerade stelt och kunde inte ta hänsyn till trafikintensiteten. Under högtrafik var det möjligen en tillfredsställande lösning men vid lågtrafik fick trafikanterna ofta stå och vänta framför rött ljus utan att det fanns någon korsande trafik. Att låta en polisman styra trafiken var dyrt i drift och att han fick stå där i sin kur i ”ur och skur” var inte heller acceptabelt på sikt. Senare modeller av kurar hade öppningsbara plexiglasfönster och värmefläkt underifrån. Då hade även signallyktan på kurens tak plockats bort och flyttats till gathörnen. Den sista poliskuren av denna typ stod på Tegelbacken och skrotades i samband med att trafikplatsen fick sin nuvarande utformning 1967.
Trafiken i en komplicerad korsning kunde inte regleras med en enskild trafiksignal. En sådan komplicerad korsning var – och är fortfarande – Hornstull. Innan Essingeleden färdigställdes 1966 belastades korsningen med Södertäljevägens trafik som var stadens huvudinfart söderifrån. Dessutom bidrog spårvagnstrafik och Liljeholmsbrons broöppningar till köbildningar och ”ryckig” trafik. En lösning var en vidareutveckling av polismannens kur, nämligen ett trafikledartorn där flera personer fick plats och kunde styra trafiksignalerna. I tornets manöverrum fanns telefoner och styrutrustning, operatörerna satt väderskyddade och med god insyn över korsningen. Tornet stod i Liljeholmsbrons förlängning och fanns där några år på 1960-talet. Det var det enda i sitt slag i Stockholm. Tornet finns idag på Gillingebanan i Vallentuna.

### Historiska bilder, poliskurar

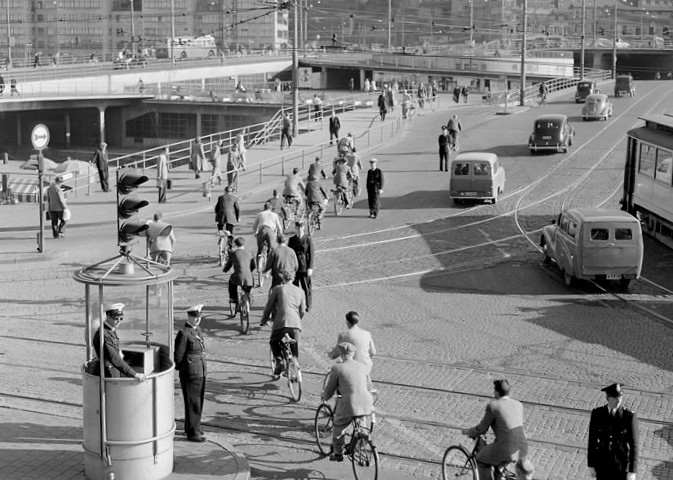
Poliskur vid Slussen, 1950
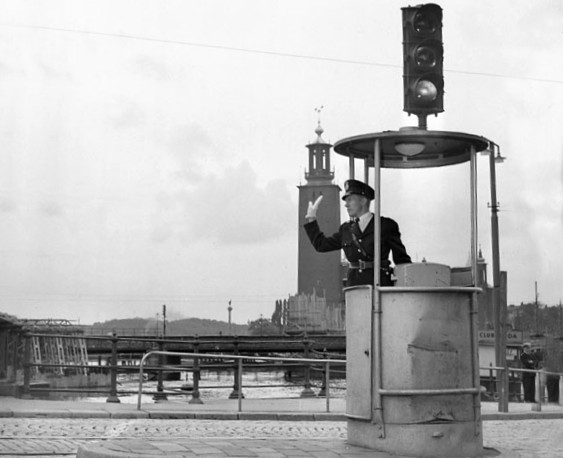
Poliskur vid Tegelbacken, 1953
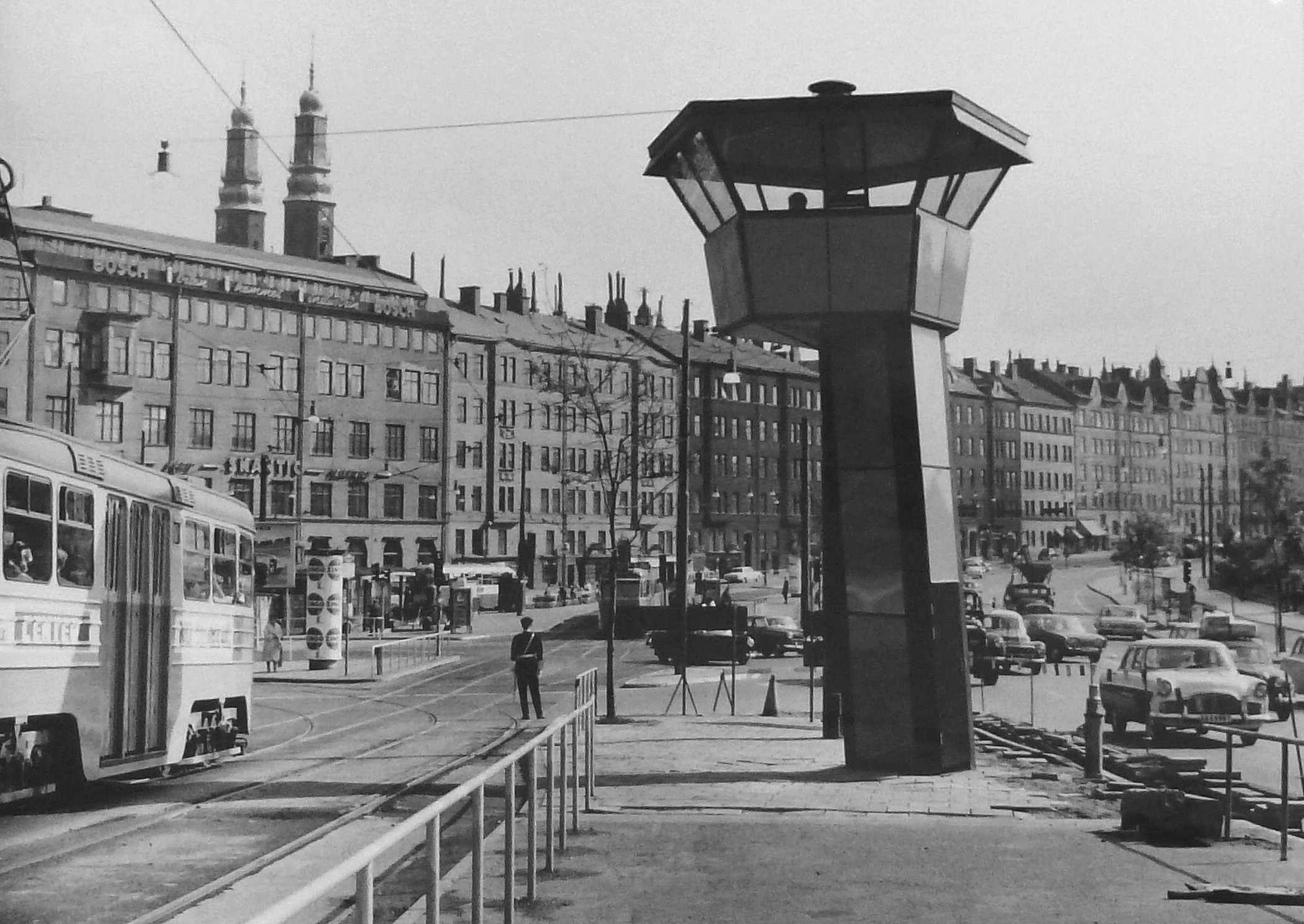
Trafikledartornet vid Hornstull, 1960-tal
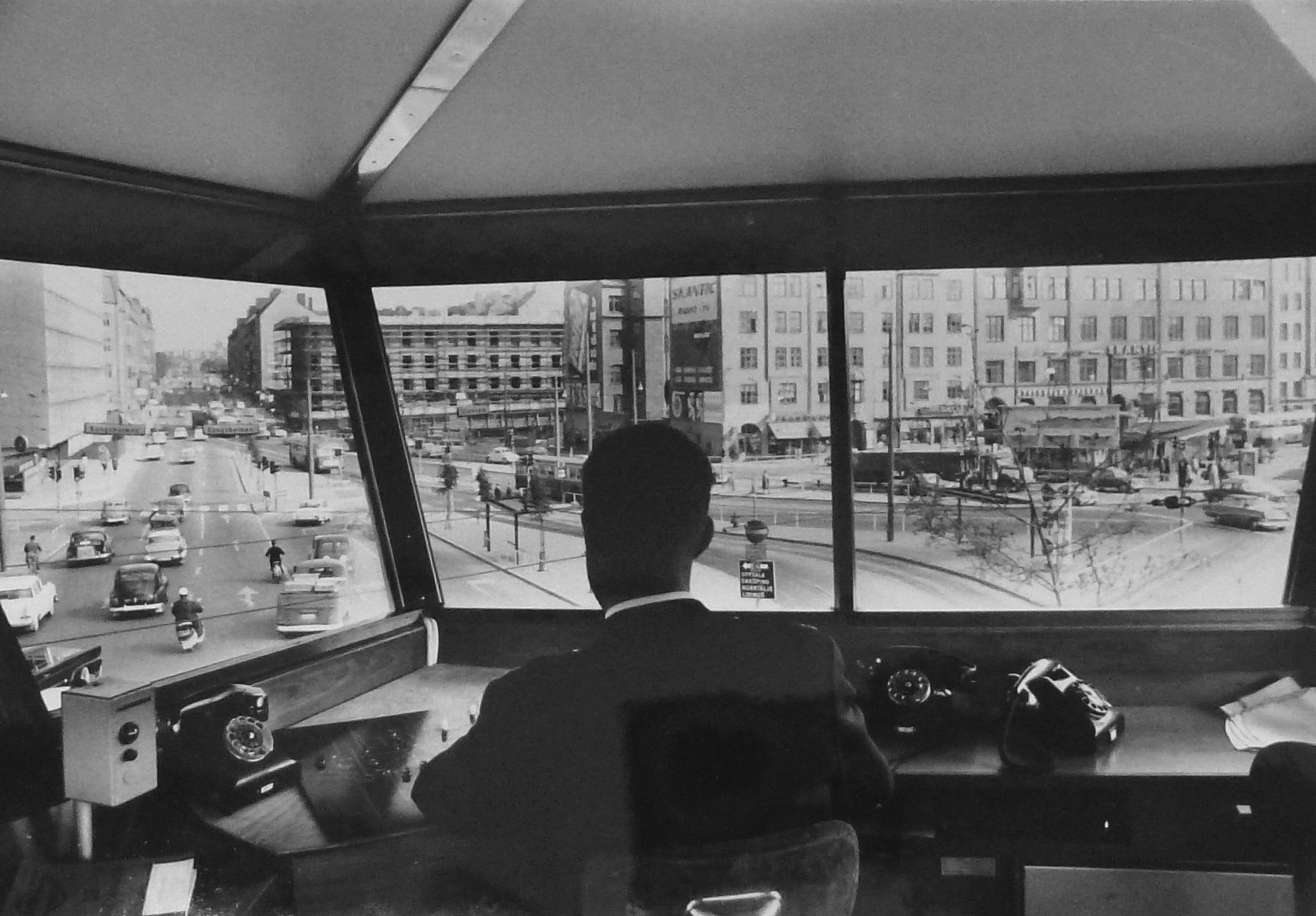
Utsikten från trafikledartornet, Hornstull

### Trafikstyrda och automatiska anläggningar

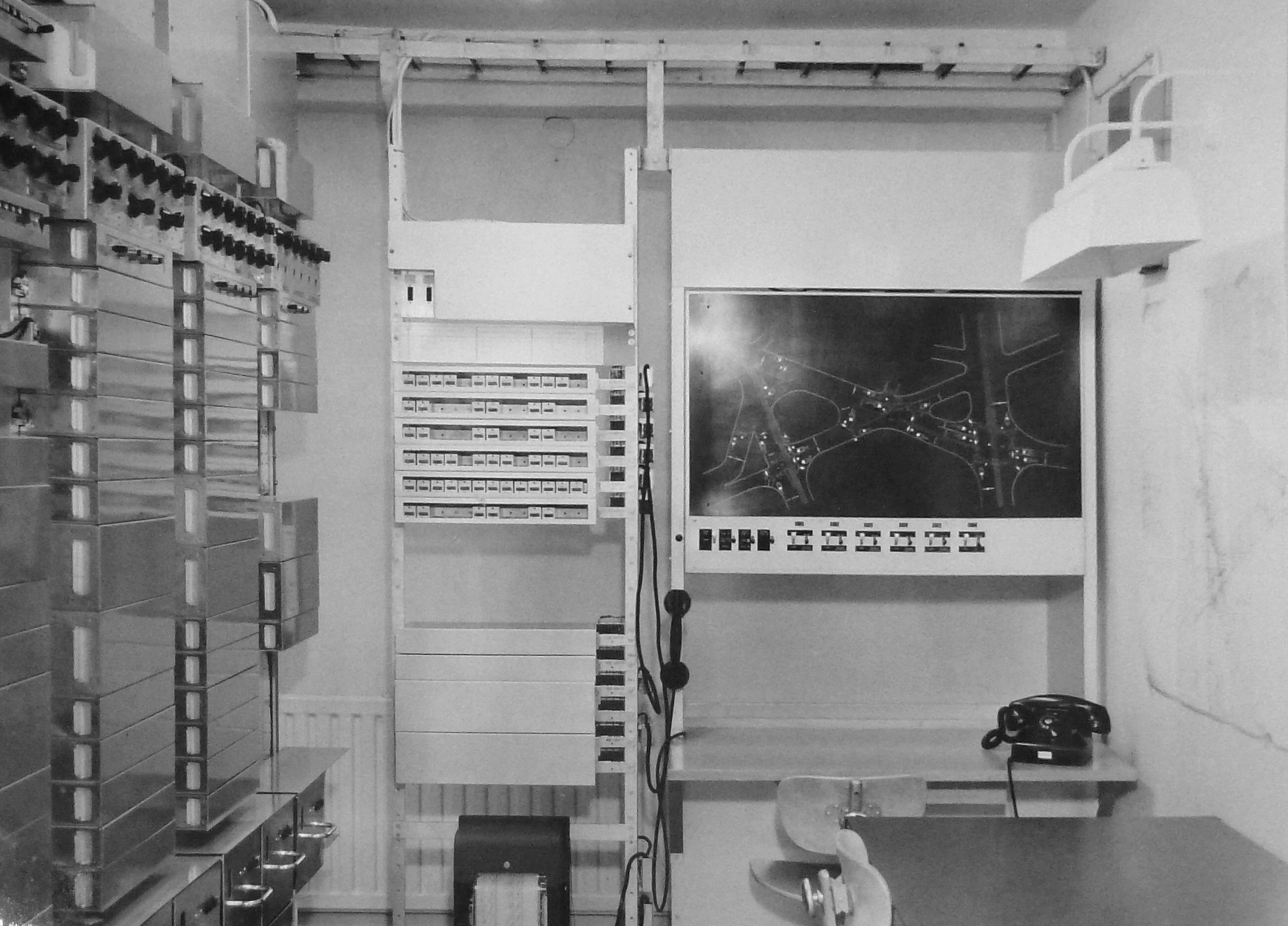
Signalstyrning S:t Eriksplan, 1959.

Nästa steg i utvecklingen innebar en trafikstyrd och helautomatisk signalkontroll, där fordonen själva fick sköta signalväxlingen. Idén kom från England där det redan fanns fordonsstyrda trafiksignaler. Ingenjörer från Stockholms gatukontor reste 1946 till bland annat London för att närmare studera fordonsstyrda trafiksignaler. Några tekniker från England kom även till Stockholm och medverkade tillsammans med gatukontoret och L.M. Ericssons signalavdelning vid projekteringen av stadens första helautomatiska trafikanläggning som utfördes 1947 i korsningen Götgatan/Ringvägen.

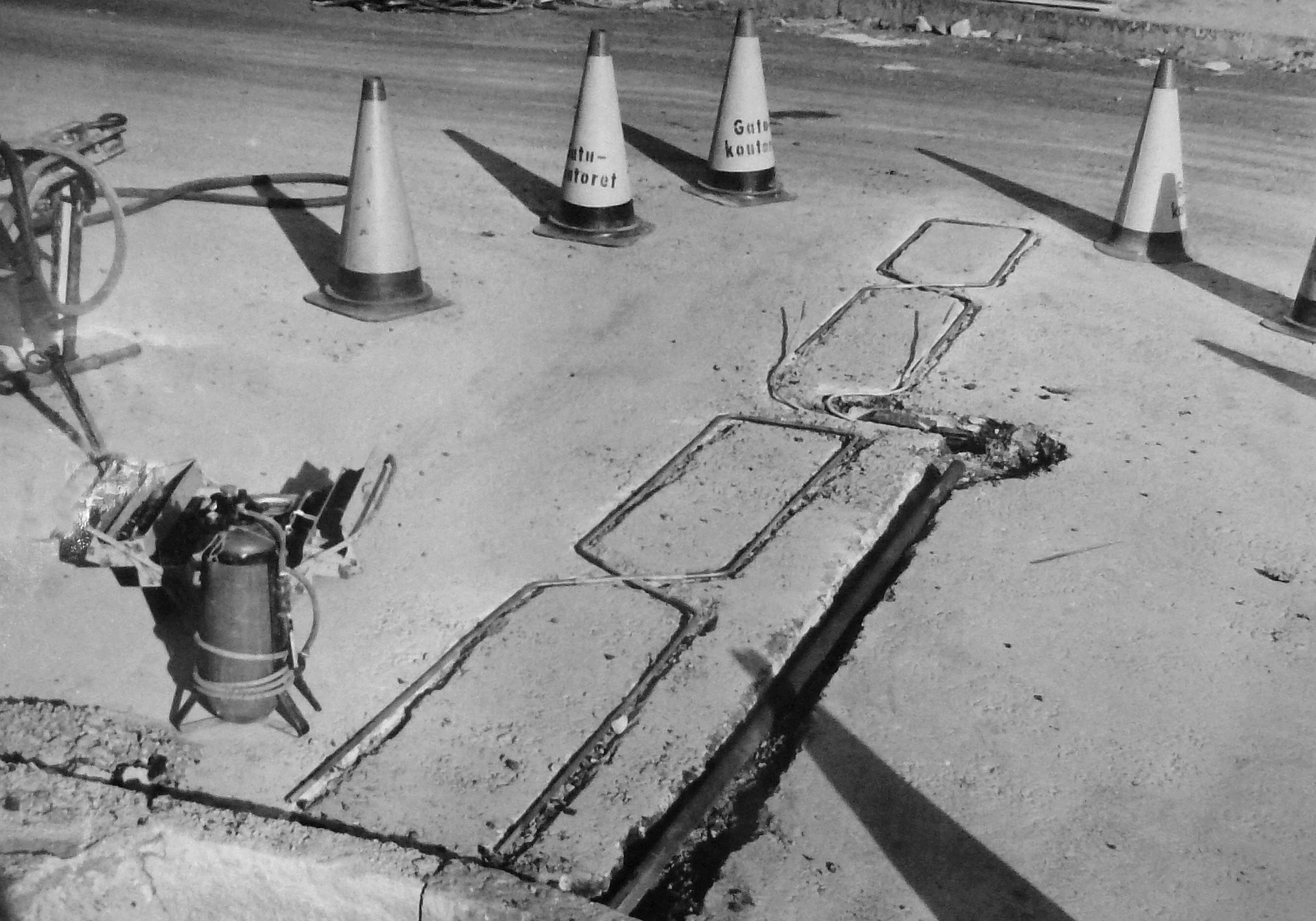
Infräsning av detektorslingor på Klarastrandsleden, 1959.

De första anläggningarna av denna typ hade en pneumatisk sensor infälld i gatan. När ett fordonshjul tryckte till en luftfylld gummikudde aktiverades ett relä, en styrenhet räknade pulser från olika kuddar och styrde ljussignalen efter det. En besvärlig detalj var den uppstickande gummikudden, som slets sönder av tunga fordon eller vintertid skadades av snöröjningen. Nästa generation fordonsstyrda trafiksignaler utrustades därför med en elektromagnetisk slinga, helt dold och skyddad i asfalten. När ett fordon körde över den ändrades riktningen i det elektromagnetiska flödet och en elektrisk puls genererades. Den första anläggningen av denna typ monterades 1949 i korset Götgatan/Högbergsgatan. Samtidigt infördes tryckknappar för gående på signalstolpen (se mer under avsnitt ”Signal för gående”).
De korsningar som dittills hade reglerats helautomatisk var enkla fyrvägskorsningar och vid 1950-talets mitt gav man sig i kast med fordonsstyrd signalreglering för mera oregelbundna korsningar. En av de första var en korsning på Roslagsvägen vid Freskati. På 1950-talet och framåt transistoriserades systemet och försågs med allt bättre funktioner. Styrningen hade utvecklats och byggts av L.M. Ericsson och hade en del teknisk utrustning gemensamt med Ericssons telefonväxlar. Under 1959 infördes trafikstyrning i samordnade system, det var en för Sverige helt ny princip. Först ut var trafikplatsen Sankt Eriksplan med närbelägna korsningar Torsgatan och Karlbergsvägen. Styrcentralen och övervakningen placerades i ett signalrum under Sankt Eriksplan. I signalrummet fanns en översiktstablå med en schematisk bild över korsningen där olikfärgade lampor visade aktuellt läge för signalerna och detektorfunktionerna. Erfarenheterna av signalrum blev mycket goda och fler placerades ut på staden, bland annat vid Riddarhustorget.

### Grön våg

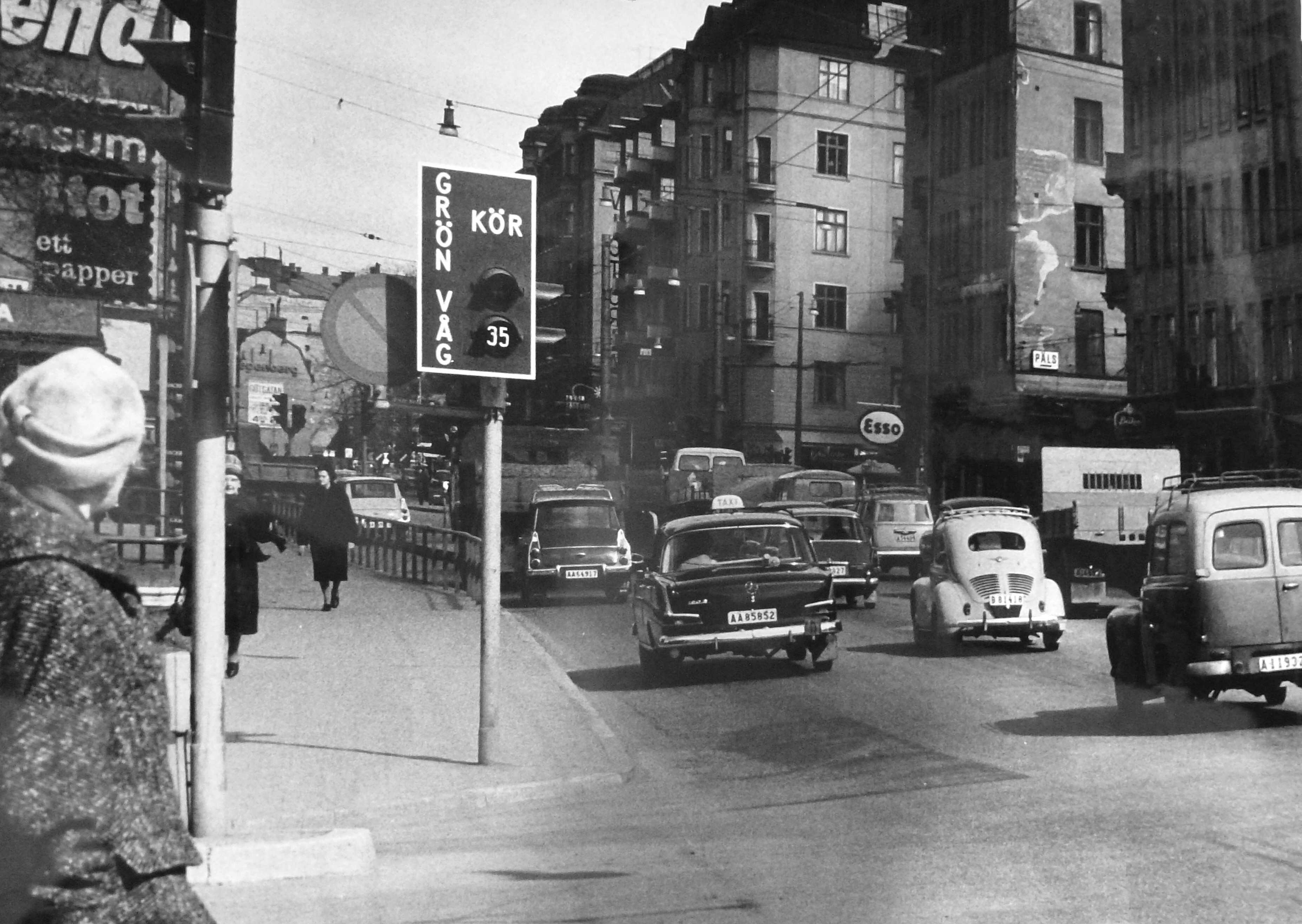
"Grön våg" på Götgatan, 1958.

Efter andra världskriget ökade bilismen i rask takt och med den antal trafiksignaler. Vid årsskiftet 1954/1955 fanns i Stockholm cirka 50 anläggningar och år 1959 invigdes den 100:e trafiksignalen. Samtliga nybyggda signaler utfördes trafikstyrda, alltså med signalväxling genom elektromagnetiska detektorer i gatubeläggningen.
Avståndet mellan signalerna längs ett gatustråk blev allt kortare och kravet på en ”samordning” av flera efter varandra följande signalanläggningar ökade. För att inte hindra trafikflödet introducerades en så kallad ”grön våg”, där det gröna ljuset vandrar längs gatan och trafiken följer den med en viss hastighet. Systemet tillämpades redan i några amerikanska städer och introducerades 1958 på Götgatans södra del. År 1960 utrustades ett tiotal korsningar längs Vasagatan med grön våg och 1964 fanns systemet längs hela Götgatan och Södergatan där cirka 20 signalanläggningar samordnades. Den lämpligaste hastigheten kunde variera och angavs på en tilläggsskylt, exempelvis ”Grön våg kör 35”. Under 1960-talet fortsatte utbyggnaden enligt grön våg med omkring 15 anläggningar per år. Under 1970-talet började man även länka samman olika samordnade system.  Under högtrafiktid skedde samordning och under lågtrafik upphörde sammanlänkningen och områdena släpptes fria från varandra. Den principen gäller fortfarande idag.
År 1966 inledde gatukontoret ett samarbete med L.M. Ericsson gällande provverksamhet med digital datorstyrning av trafiksignaler. Digital styrning medförde kortare omloppstider i en korsning, jämfört med analog relästyrning. I försöket ingick bland annat östra Vasastaden och norra Östermalm. Under 1970 träffades ett avtal med tyska Siemens om fortsatt försöksverksamhet.

### Signal för gående

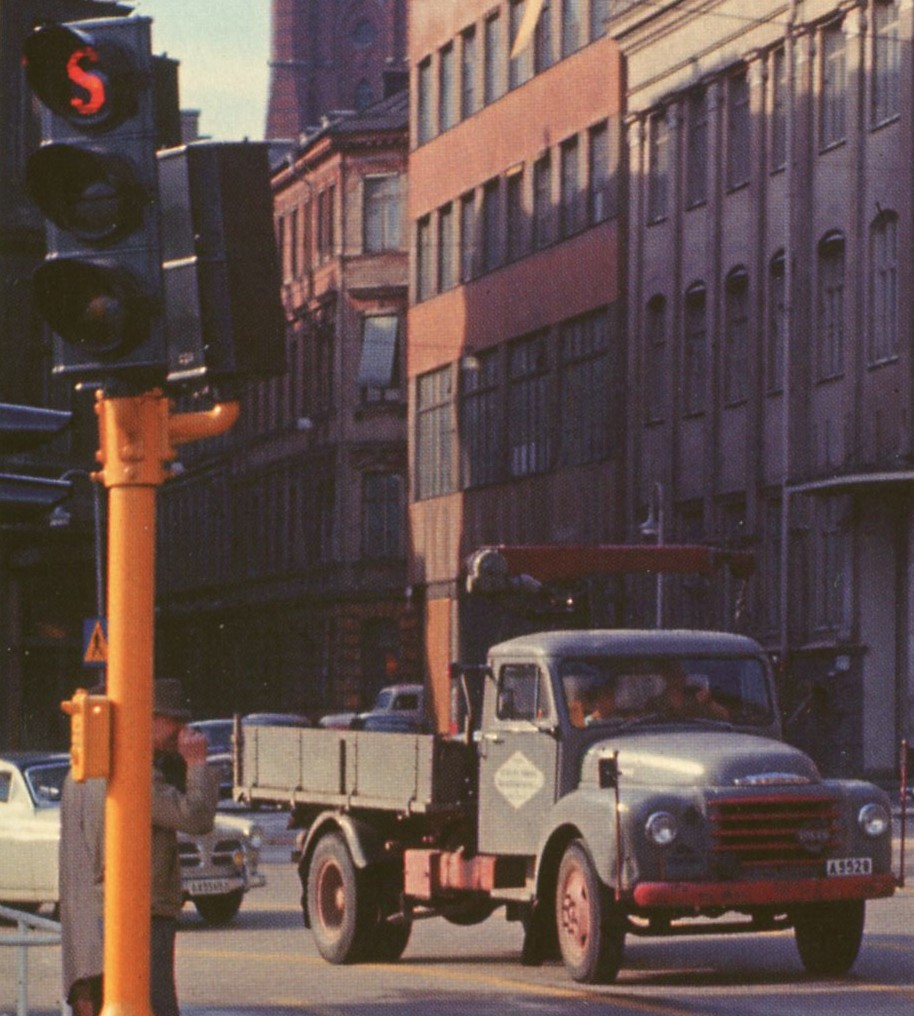
Trafiksignal för spårvagn och den gula knapplådan för gående, Klara västra kyrkogata, 1964.

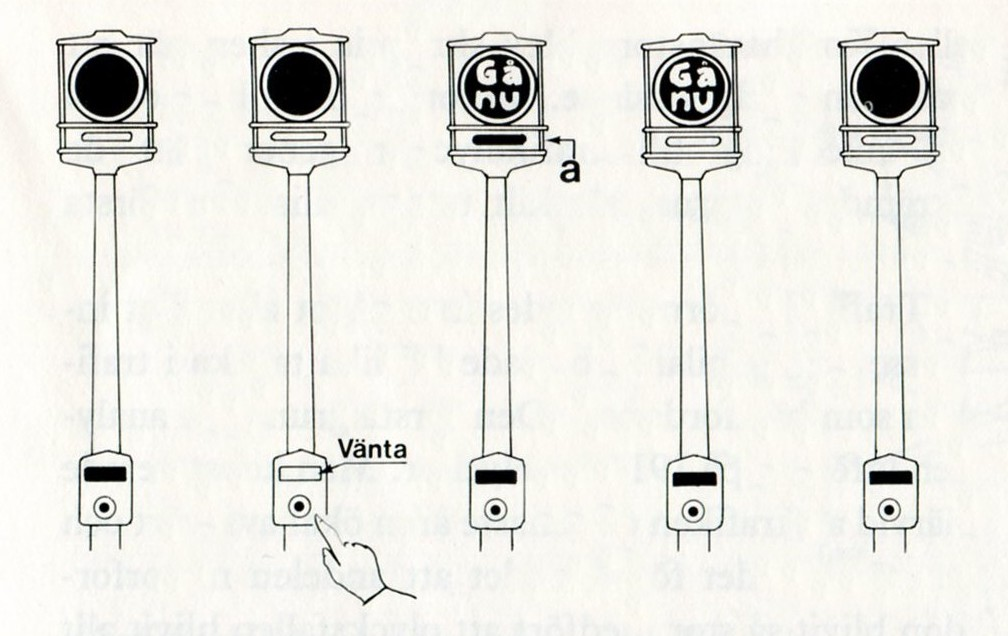
Stockholms första signal för gående fanns i korsningen Götgatan/Högbergsgatan, 1949.

Särskilda signaler för fotgängare fanns inte före 1949 och gående fick följa körsignalen för fordon. År 1949 infördes  möjligheten för gående att påverka korsningens signalväxling med hjälp av tryckknappar. Den första anläggningen av denna typ fanns i korsningen Götgatan/Högbergsgatan och hade provats ut av gatukontoret tillsammans med trafikpolisen i Stockholm. Fotgängarsignalen bestod av en stolpe med tryckknappslåda och en signallykta högst upp. När ingen ville gå över gatan var alltsammans släckt. Så fort en gående tryckte på knappen tändes en mindre skylt i tryckknappslådan med text ”Vänta” och efter några sekunder tändes signalen högst upp och visade ”Gå nu” i klartext och vitt sken medan ”Vänta” släcktes. Det var en otydlig och omständlig anordning och andra fotgängarsignaler utprovades.

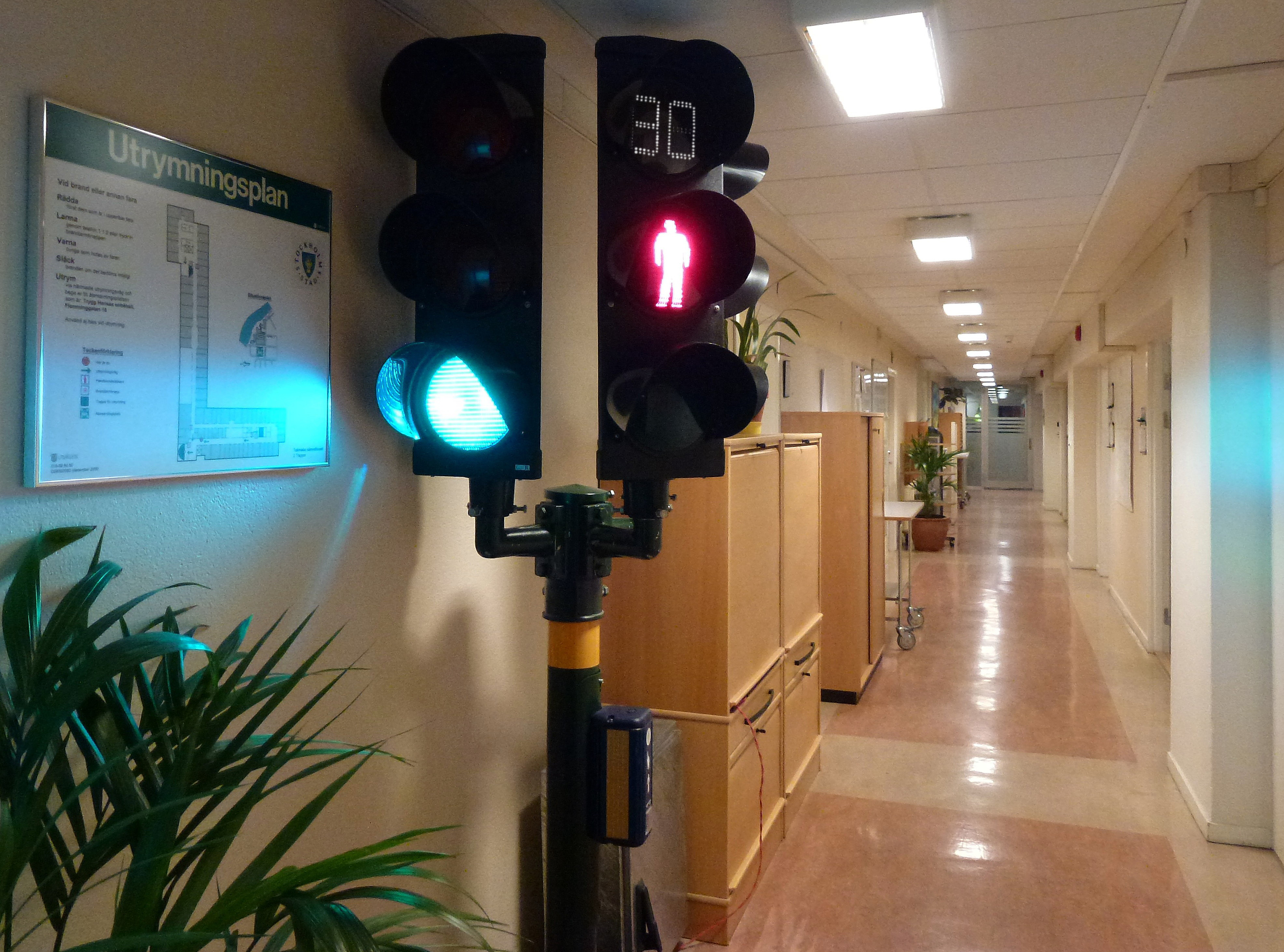
Gåendesignal med nedräkning, prototyp på Stockholms trafikkontor.

Vid Stureplan provades en modell där själva signalen var utformad som en trekantig varningsskylt och belyst inifrån. I den övre halvan tändes ”Gå ej” i vit text på röd botten, respektive ”Gå” i vit text på grön botten. Vid Vasagatan mittemot Stockholms central fanns på 1960-talet signallyktor med röd text ”Vänta” respektive ”Gå”. Samtidigt började man använda piktogram istället för text, nämligen en röd stående ”gubbe”, respektive en grön gående ”gubbe”. Systemet med röd och grön gubbe kom från Västtyskland, där det var standard. Därifrån kom också materialet till Stockholms första röda och gröna gubbar. 1965 blev systemet infört i hela Sverige.
År 1981 prövades en blinkande grön gubbe för att signalerar att grönfasen snart var slut. Den signalen återfinns vid vissa korsningar som standard: Sju korta blinkningar innan signalen slår om till rött. Meningen är att man inte skall går ut i gatan under slutet av grön fotgängarsignal som visar fast sken. Man vet dock inte om fotgängare verkligen beter sig så. Många fotgängare förstår inte vad grön blink innebär och åsikterna om dess nytta går isär. Betydelsen av den blinkande signalen varierar dessutom mellan olika länder. Enligt Stockholms trafikkontor kommer man därför så småningom att sluta med grön blink.
I korsningen Götgatan/Gotlandsgatan infördes 1958 försöksvis första gången en akustisk signal till hjälp för synskadade. Det var en summer som ljöd samtidigt med grönt sken. Summern störde dock de kringboende och kopplades bort nattetid. I en vidareutveckling ersattes summertonen av ett knackande ljud i två olika frekvenser: sakta för rött och snabbt för grönt. Anordningen är numera standard vid samtliga trafiksignalreglerade övergångsställen och inbyggd i själva tryckknappslådan. Den äldre gulmålade tryckknappslådan hade utvecklats av AGA. Nuvarande modell är framtagen av tillverkaren Prisma Tibro. En tryckknapp finns inte längre, den har ersatts av en trådtöjningsgivare som reagerar för tryck på hela frontplåten. I lådan finns även en mikrofon som registrerar trafikbullret och kan anpassa ljudets volym till det.
Numera bestämmer Trafikverket reglerna för hur omloppstiden skall beräknas för fotgängarsignaler. I Stockholm får de gående betydligt längre tid att ta sig över gatan vid grön gubbe än i till exempel Köpenhamn: Stockholm har 30–40 % längre grönfas. Det finns även möjlighet till förlängning av grönfasen för gående, men inte för alla. Exempelvis kan lärare förlänga trafiksignalens grönfas, så att dagis-/skolbarn hinner över gatan. Läraren håller då en liten bricka under trafikljusets knapplåda och en sändare i lådan registrerar att en grupp vill gå över. Då förlängs grönfasen för de gående med 10–15 sekunder.
För att öka de gåendes komfort och reducera gående mot röd gubbe har trafikkontoret i Stockholm bland annat diskuterat nedräknande fotgängarsignaler. På signalen för gående finns en teckenruta som dels räknar ner kvarvarande gröntid, dels kvarvarande rödtid i sekunder. Nedräkning för gående är vanligt i framförallt USA, men finns även i enstaka signalanläggningar i bland annat Hamburg, Köpenhamn och Oslo. Intervjuundersökningar visar att gående uppskattar nedräkningen, men deras beteende påverkas normalt inte mer än marginellt. Nedräkning passar dessutom inte i Stockholms fordonsstyrda signaler eftersom styrapparaten inte känner till kvarvarande gröntid respektive rödtid. I USA däremot är signalerna ofta tidsstyrda.

#### Samkönade trafikljus för gående
Sedan år 2017 fick området kring Stockholm Prides Pride Park på Östermalms IP trafikljus med samkönade par som visar rött eller grönt. Därefter uppsattes Pride-hyllande trafikljus vid korsningarna Mäster Samuelsgatan / Drottninggatan, Hornsgatan / Mariatorget, Ringvägen / Skansbrogatan, Telefonvägen / Mikrofonvägen, Norr Mälarstrand / Polhemsgatan och Karlavägen / Nybrogatan. Enligt trafikborgarrådet Daniel Helldén kommer de att sitta kvar. Han menade även att "ha samkönade trafikljus är ytterligare ett sätt att visa upp att det stereotypt manliga i trafikmiljön inte har samma roll längre och i det här fallet framförallt lyfta HBTQ-rörelsen".

### Bilder, fotgängarsignaler

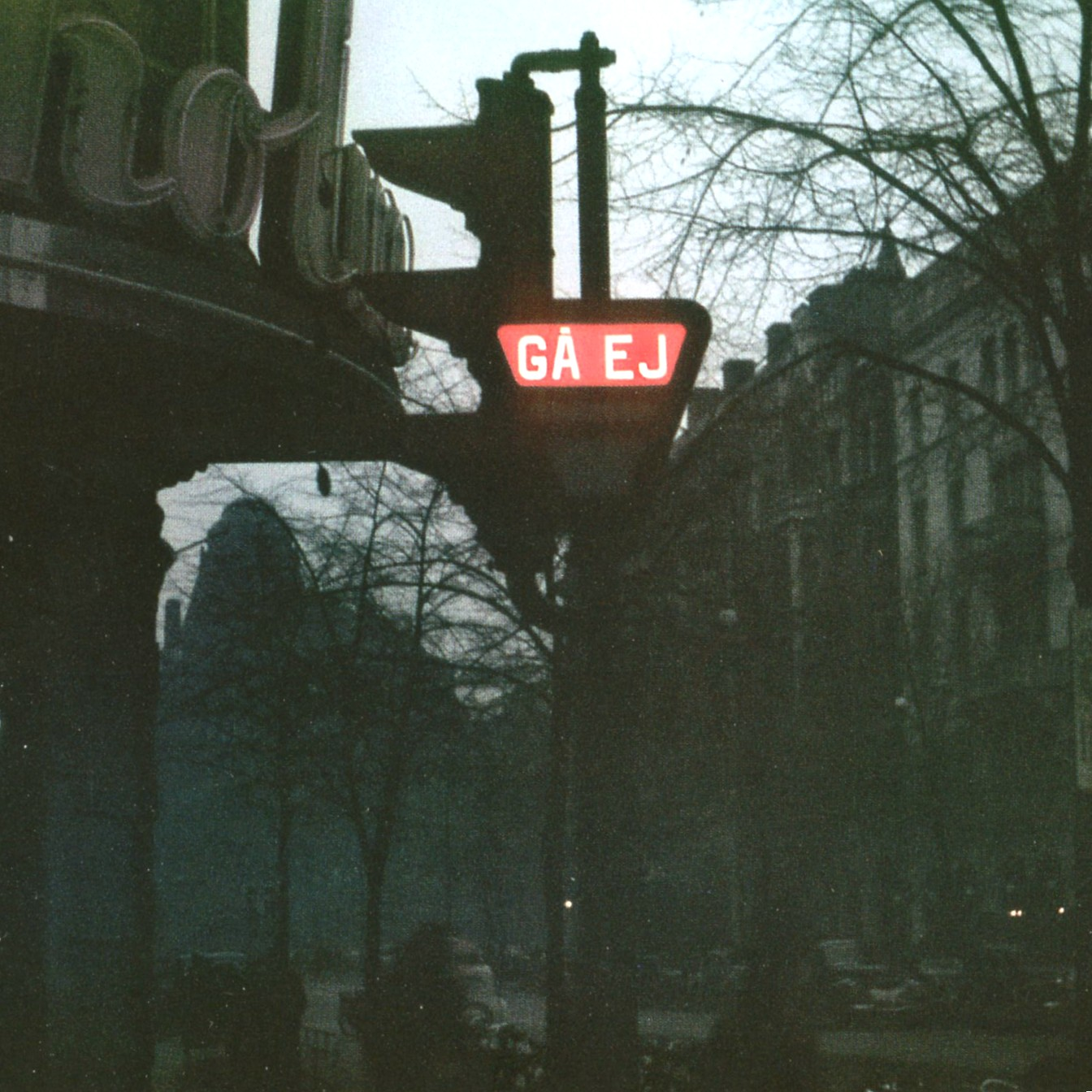
"Gå ej", Stureplan, 1950-tal
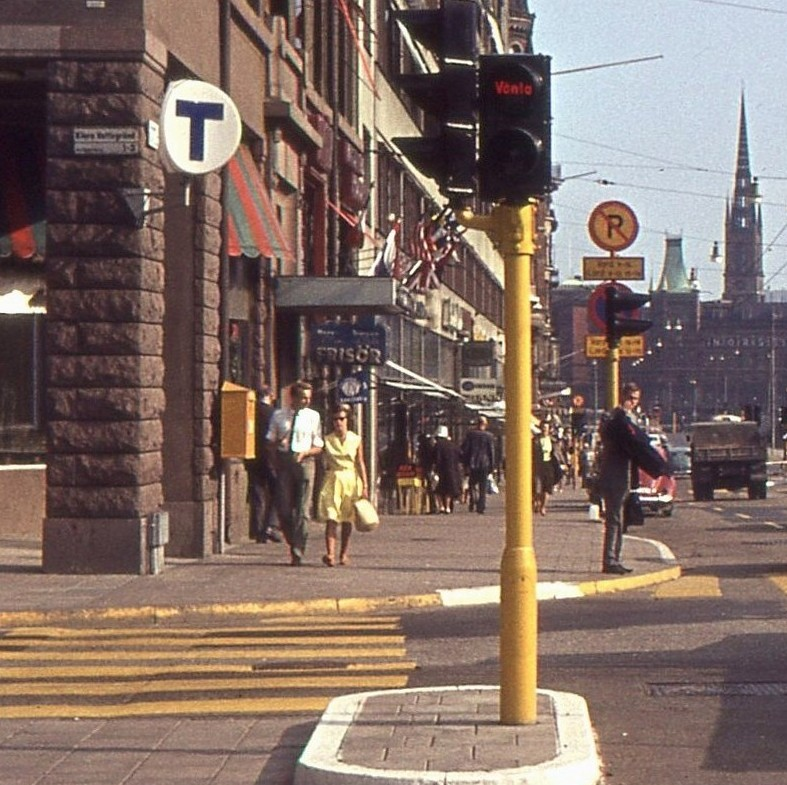
"Vänta", Vasagatan, 1963
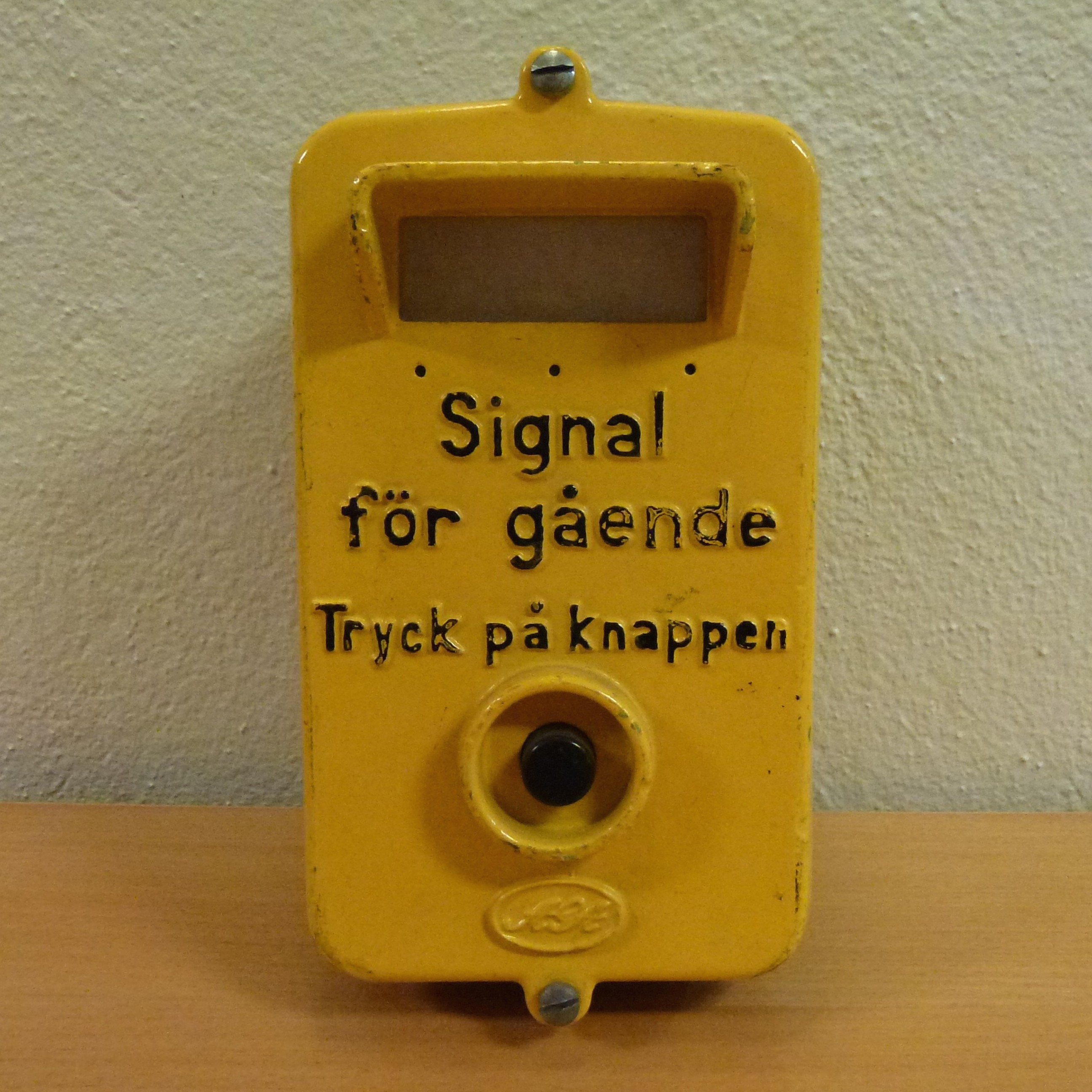
Signal för gående från AGA, 1960-tal
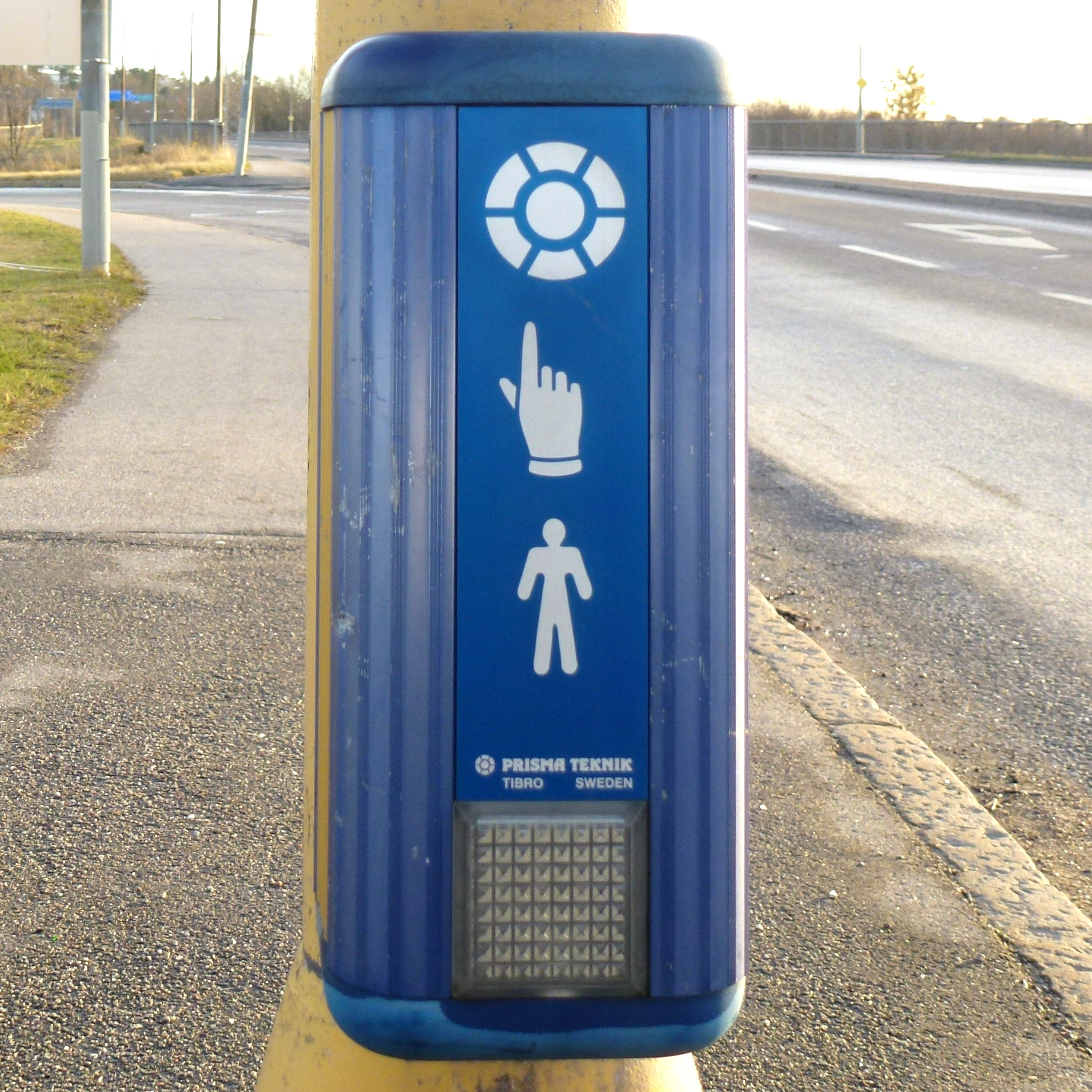
Signal för gående från Prisma Teknik, 2012
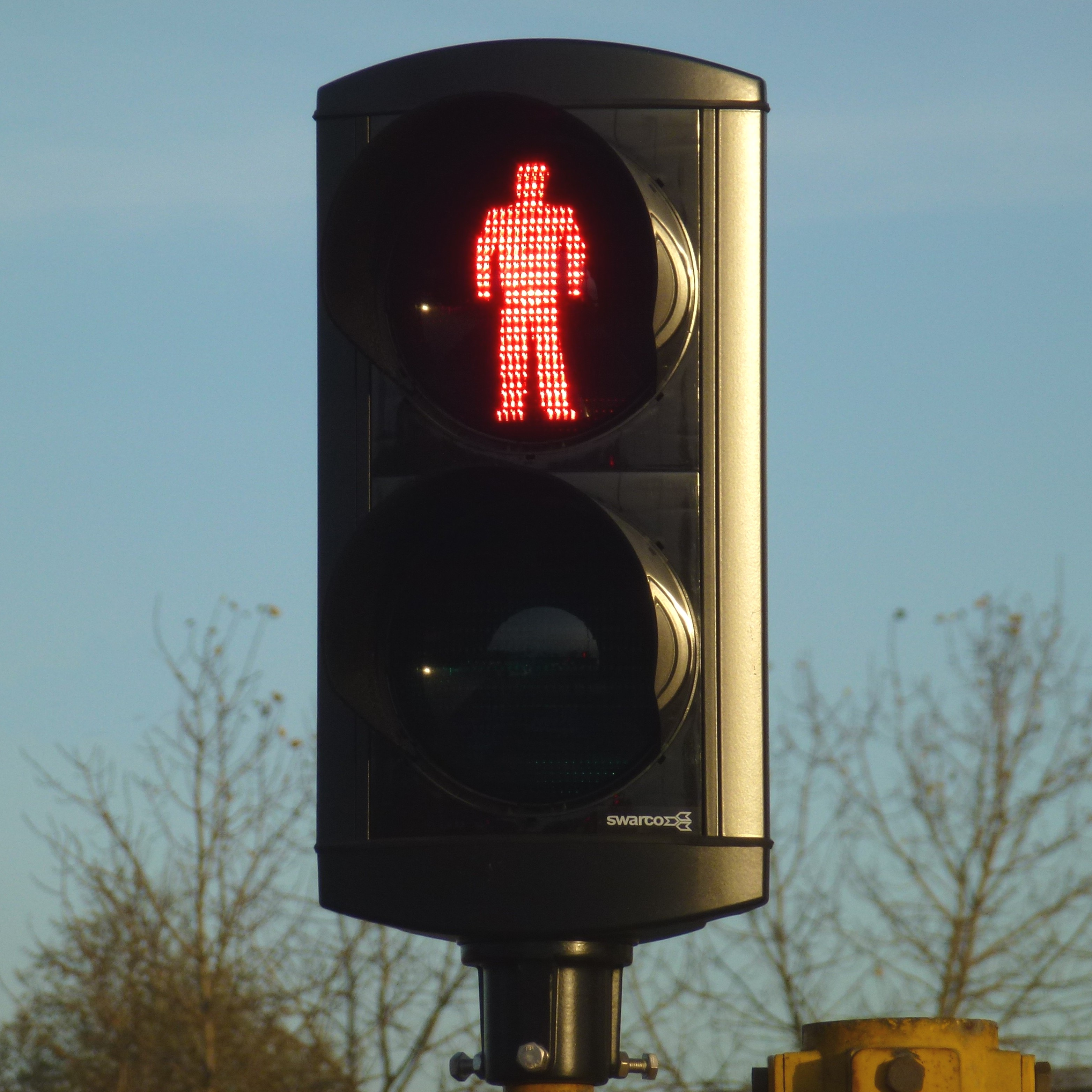
"Röd gubbe" från Swarco, 2012
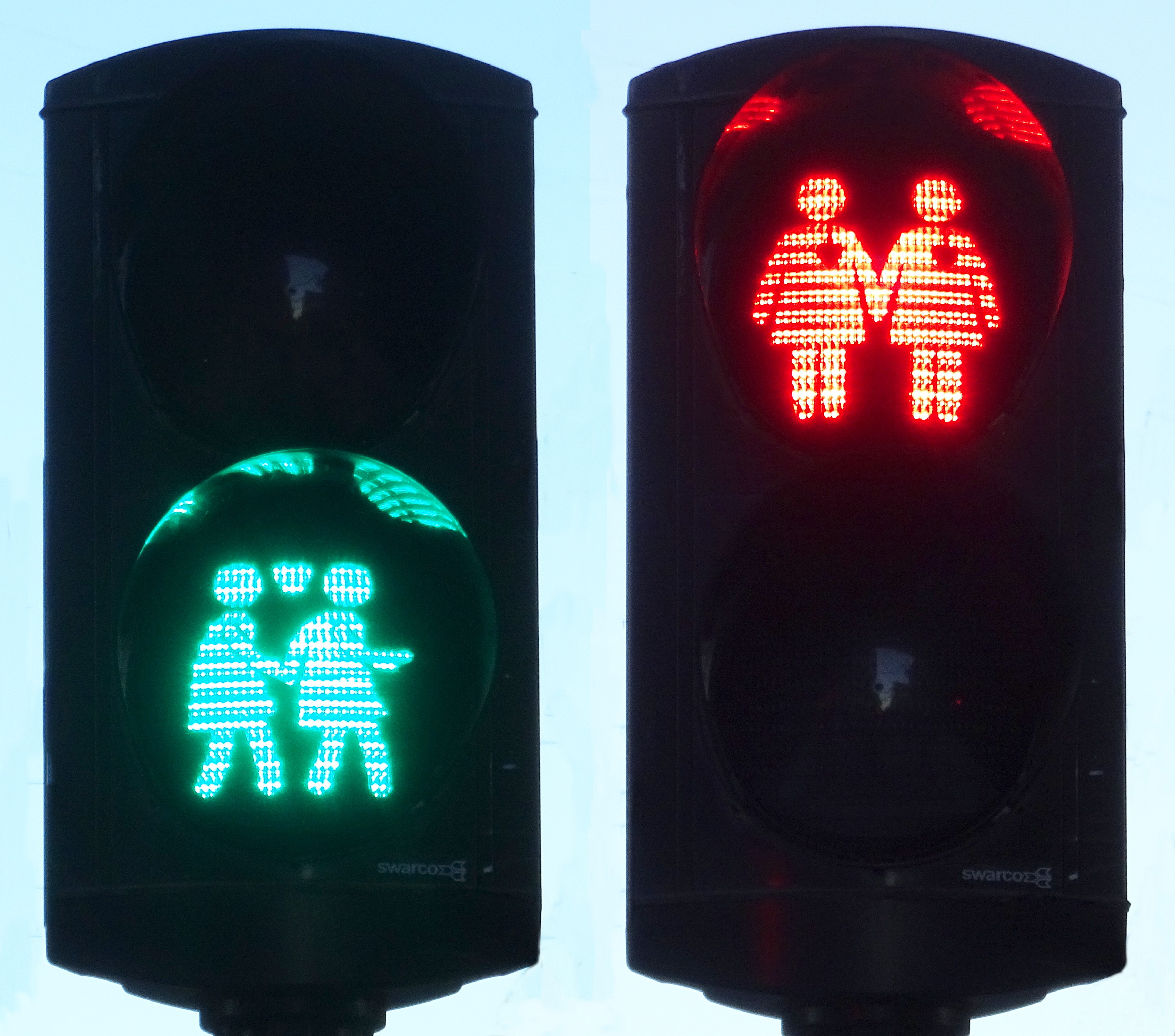
"Samkönade trafikljus" vid Drottninggatan / Mäster Samuelsgatan, 2020.

### Högertrafikomläggningen

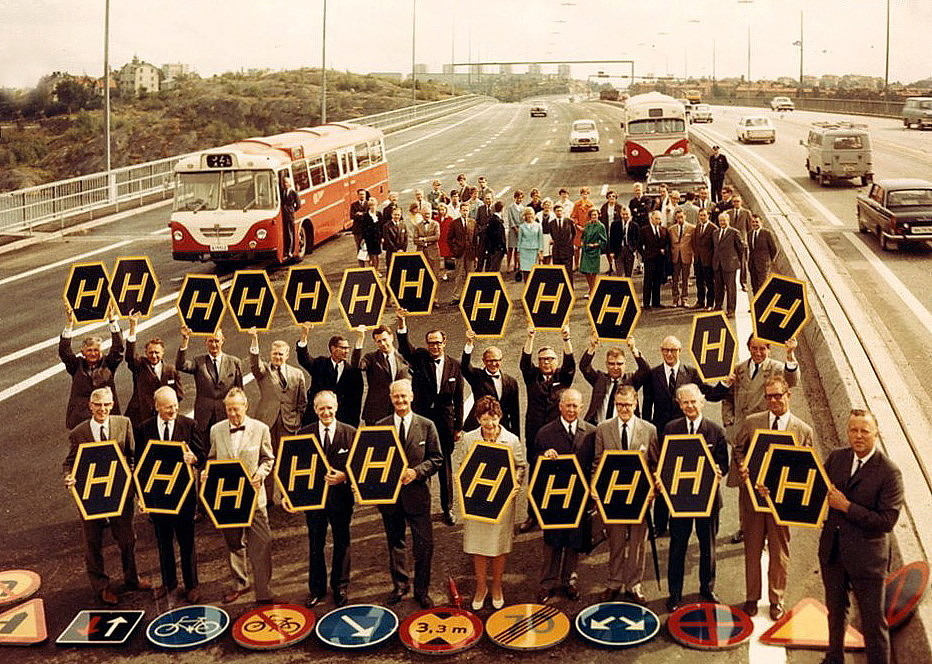
Dagen H: Ny skyltning visas upp på Essingeleden. Längst till höger märks själva "högergeneralen" Lars Skiöld.

Högertrafikomläggningen den 3 september 1967 krävde även ombyggnad av Stockholms trafiksignalanläggningar. Förberedelserna började cirka ett år innan och totalt berördes 176 anläggningar. Under året byggdes praktiskt taget inga nya trafiksignalanläggningar, därför fanns ett uppdämt behov av kompletteringar och samtidigt med dagen H tillkom 25 helt nya anläggningar. Till de förberedande arbetena hörde bland annat att nya signalstolpar med högerlyktor placerades i sina rätta positioner och övertäcktes med plastkåpor (på liknande sätt som man gjorde med vägskyltar). All kabeldragning för strömförsörjningen och till styrutrustningar gjordes helt klart i förväg. Man byggde alltså parallellt till den befintliga vänsteranläggning en komplett ny högeranläggning. Där det inte gick att montera signalstolpar i sina rätta lägen hade gatukontorets ingenjörer funderat ut en "snabbkopplingsstolpe" som enkelt och på några få minuter kunde sättas på plats. Stockholms brandförsvar som tidigare skötte stadens trafiksignaler fram till 1963 hade kompetens kvar och hjälpte till genom att bygga om några anläggningar.
På själva dagen H sattes i Stockholm totalt 329 arbetslag igång som jobbade med bland annat nedtagning av vägmärken för vänstertrafik, avtäckning av vägmärken för högertrafik, skyltning av hastighetsbegränsningar, gatuarbete på större trafikplatser och markeringsmålningar. 15 arbetslag hade i uppgift att anpassa och avtäcka trafiksignalerna. Staben som dirigerade detta omfattande arbete var förlagd till Tekniska nämndhuset och ett hundratal kontrollanter övervakade arbetet ute på fältet. Man inrättade även en "klagomur" för tiden efter dagen H, via den fick gatukontoret in värdefulla tips från allmänheten.
Omläggning av trafiksignaler verkställdes under dygnet då privat bilkörning var förbjuden, alltså klockan 10 lördagen den 2 september–klockan 15 söndagen den 3 september. Pessimister hade förutspått omfattande problem i Stockholmstrafiken, speciellt i innerstaden, men detta uteblev och efter några månader kunde man konstatera att trafiken flöt bättre än den gjorde under vänstertrafik och dessutom med färre olyckor.

### Cykelsignaler

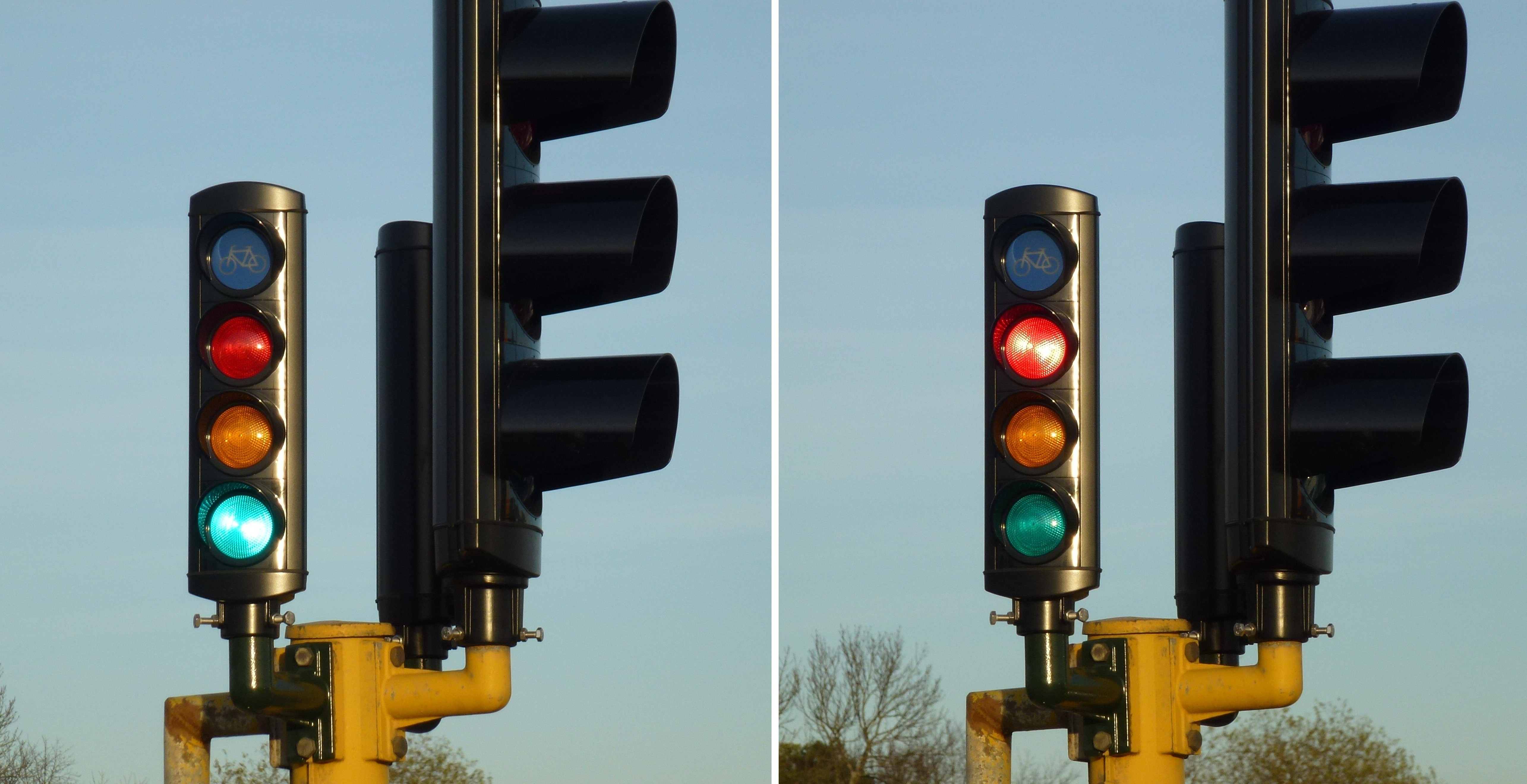
Cykelsignal i Stockholm.

Trafiksignaler för cyklande prövades första gången i Stockholm i mitten av 1970-talet. Särskilda signaler för cyklande sätts upp där separat cykelbana finns, annars får cyklister samsas med övriga trafiken och följa deras trafiksignaler. I vissa korsningar styrs cykelsignalen av cyklisten med hjälp av knapptryckning (liknande de för gående). Signallyktan är en mindre variant av den vanliga trafiksignalen för fordon och har samma signalomloppsfärger (rött-rött/gult-grönt-gult-rött). Lyktans lampfront, den så kallade linsen, har en diameter av 10 cm, jämfört med fordonssignaler och gåendesignaler, som har en lins med 20 cm diameter. Högst upp på lyktan finns en belyst cykelsymbol.

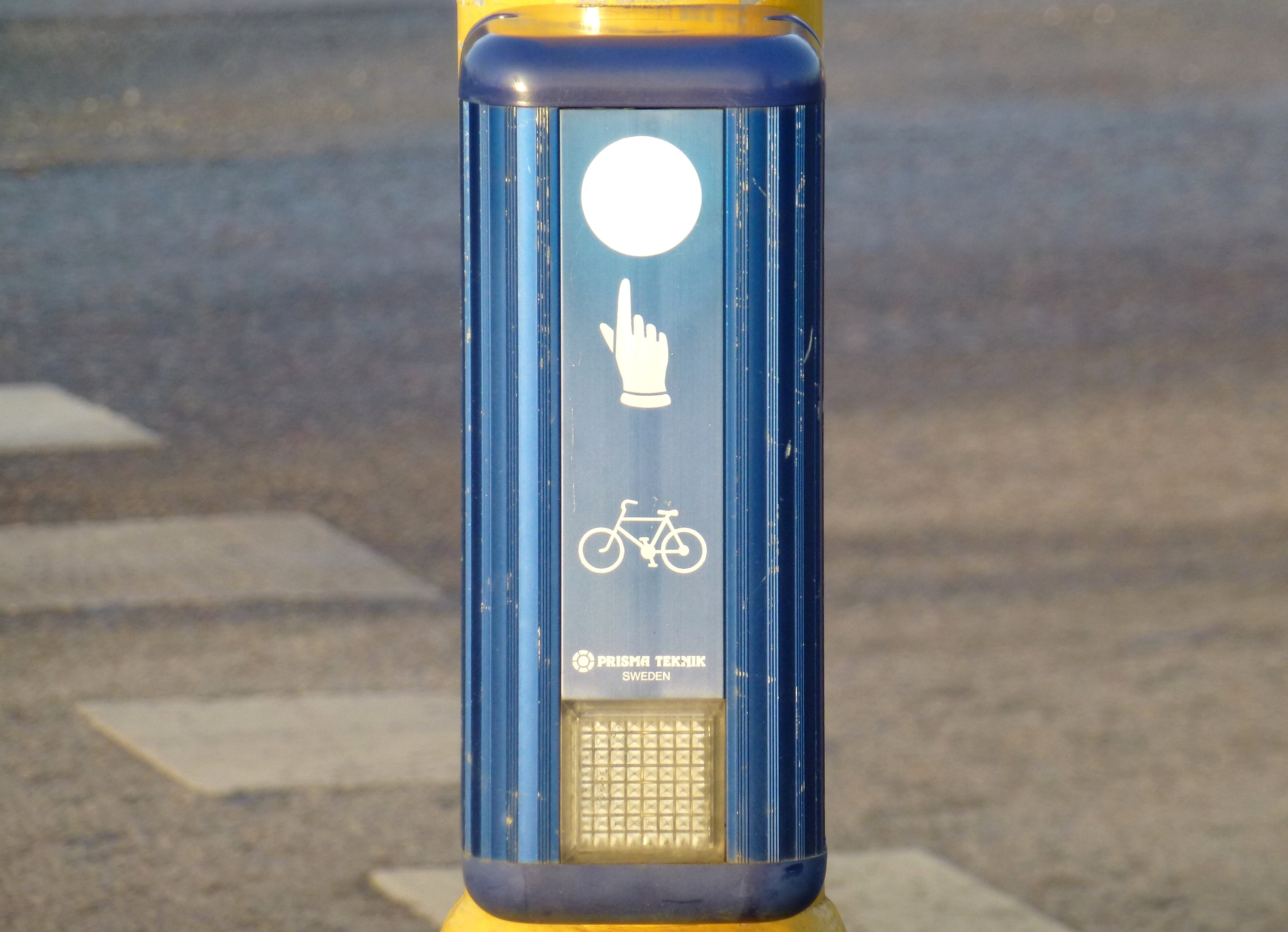
Knapplåda för cyklister.

Rödljuskörning vid cykelsignaler är ett problem och förekom redan från början. En undersökning från 1977 gjord av Stockholms gatukontor visade att i en specifik tillfart med styrning genom knapptryckning (Stadsgården vid infart till Viking Lines terminal) cyklade 82 procent av cyklisterna mot rött och enbart 18 procent stannade och tryckte på knappen. Efter borttagning av knappfunktionen och omprogrammering med automatiskt grönt för cyklisterna minskade rödljuscyklandet kraftigt. I andra korsningar, till exempel Sveavägen/Kungsgatan, stannade däremot en överväldigande majoritet, där var det alltför farligt att cykla mot rött.
År 2011 cyklade cirka 150 000 personer dagligen i Stockholms innerstad och trenden är stigande. Att signalreglera cykeltrafik med särskilda trafiksignaler är en svår utmaning. Bland många försvårande faktorer kan nämnas att cyklister helst undviker att stanna eftersom de då måste bromsa bort sin rörelseenergi, som de sedan själva måste arbeta upp igen, att cyklister ogillar omvägar och fördröjningar och att en del cyklister inte förstår att de inte är gångtrafikanter utan faktiskt framför ett fordon. Därtill kommer att vänster- och högersvängande fordon ökar risken för eventuell kollision med en cyklist. Dåligt planerade cykelvägar, vägarbeten som spärrar cykelbanan, bristande koordination av trafiksignaler och en låg disciplin av Stockholms cyklister (lägre än i till exempel Uppsala eller i storstaden Köpenhamn) är faktorer som ofta leder till cykling mot rött.
För att underlätta för cyklisterna föreslog 2011 Per Ankersjö, som är miljöborgarråd i Stockholm att det borde vara möjligt att tillåta cykling mot rött ljus under vissa förutsättningar och även att tillåta dem att köra mot enkelriktat. Både trafikpolisen i Stockholm och Nationalföreningen för trafiksäkerhetens främjande (NTF) är däremot skeptiska till förslaget.

### Bussprioritet

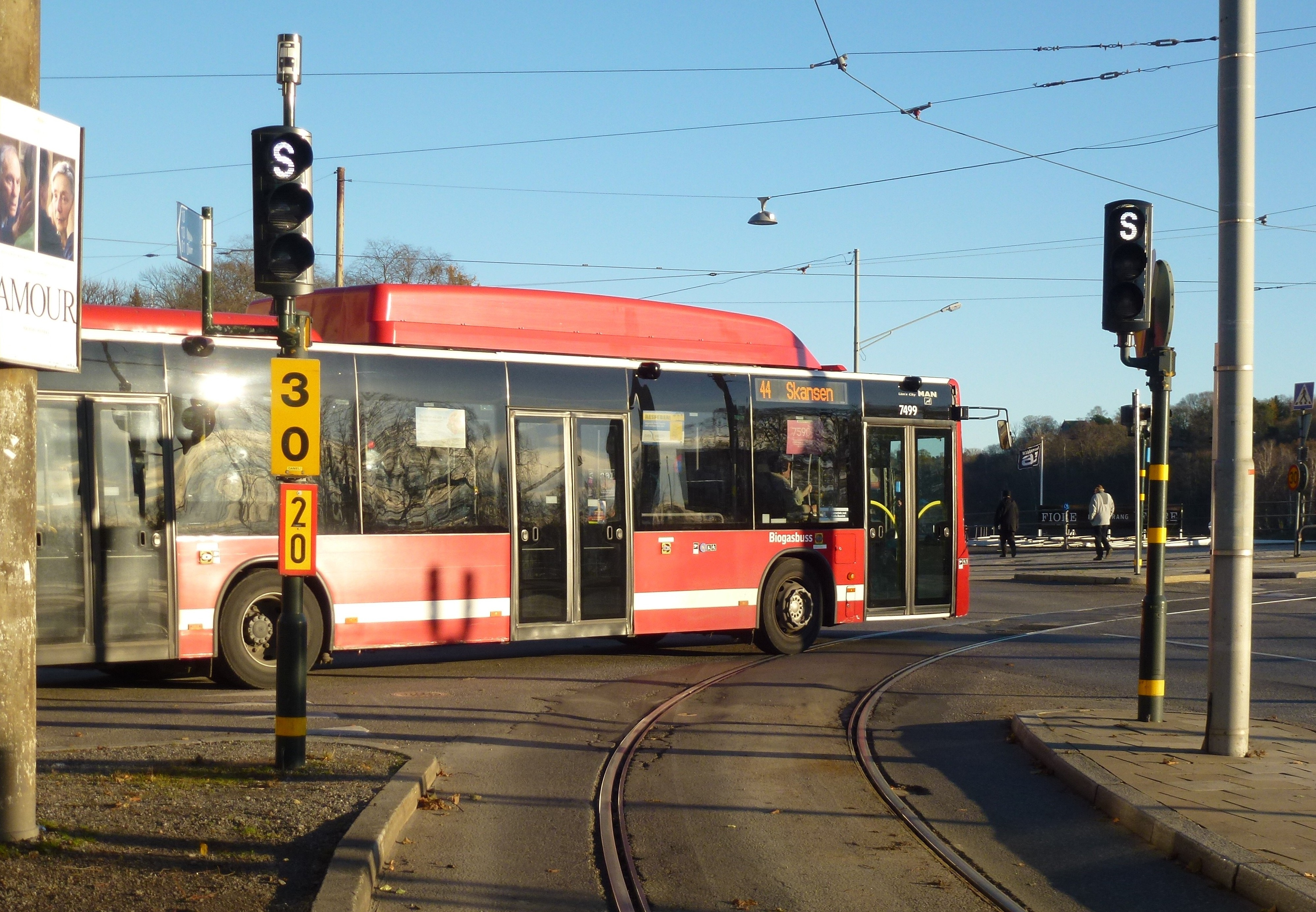
Bussprioritet med Pribuss i korsningen Strandvägen / Djurgårdsbron, 2012.

Tekniska system att ge den kollektiva vägtrafiken förtur före övrig trafik har utvecklats i Stockholm sedan mitten av 1970-talet. Olika system testades för bussar, som med hjälp av sändare eller detektorer i vägbanan kunde skapa en egen grön våg. Detektorlösningen, som hade framtagits i samarbete med L.M. Ericsson fungerade tillfredsställande och genomfördes 1976 utmed stråket Hantverkargatan–Tegelbacken–Karl XII:s torg–Norrmalmstorg.
Sedan slutet av 1980 utvecklades ”Pribuss” av dåvarande Stockholms stads gatu- och fastighetskontor med hjälp av statligt stöd. Systemet var insatsklart 1992 och bygger på radiodetektering, det vill säga att en buss i kollektivtrafiken kan kommunicera med trafiksignalen och förkortar väntetiden framför en korsning. Pribuss förekommer bara i Stockholm och är en aktiv prioritering i så väl oberoende trafiksignalanläggningar som i samordnade system. I andra svenska städer finns liknande system för bussprioritet.
Aktiv prioritering bygger i princip på fyra funktioner:
- Förlängning av eget grönt
- Avkortning av grönt för korsande trafik
- Extra grönfas inom omloppet
- Återtagen start om bussens signalgrupp håller på att växla mot rött.

Pribuss är bara aktiv när bussen ligger efter sin tidtabell. Systemet kan minska fördröjningen för bussar med 10–20 sekunder per korsning. Det låter inte mycket men är såväl företagsekonomiskt som samhällsekonomiskt lönsamt. De med Pribuss utrustade gatustråken känns igen genom den lilla bussymbolen på trafiksignalens topp. Nackdelen är att korsande trafik måste vänta längre. Ibland uppfattar väntande trafikanter en överhoppad grönfas som ett fel i anläggningen och kör mot rött.

## Stockholms trafiksignaler idag

### Antal anläggningar
Antalet trafiksignalanläggningar har ökat kraftigt sedan andra världskriget. Från 12 anläggningar 1945 steg antalet till cirka 200 i slutet av 1960-talet och till cirka 500 anläggningar 1980. Idag (2012) finns knappt 600 trafiksignalreglerade korsningar i  Stockholms kommun. Varje signalanläggning består av ett stort antal signallyktor på olika sidor om gatan och på olika höjd. Totalt räknar man med cirka 11 000 trafiklyktor. I ytterområden har även en del trafiksignalanläggningar plockats bort helt och ersatts av cirkulationsplatser. En cirkulationsplats är inte alltid bästa lösning för bra trafikflöde jämfört med en signalanläggning. Rondellen kräver stort utrymme och har högre initialkostnader men sparar sedermera i vissa fall in detta via en lägre driftkostnad.

### LED-ljus

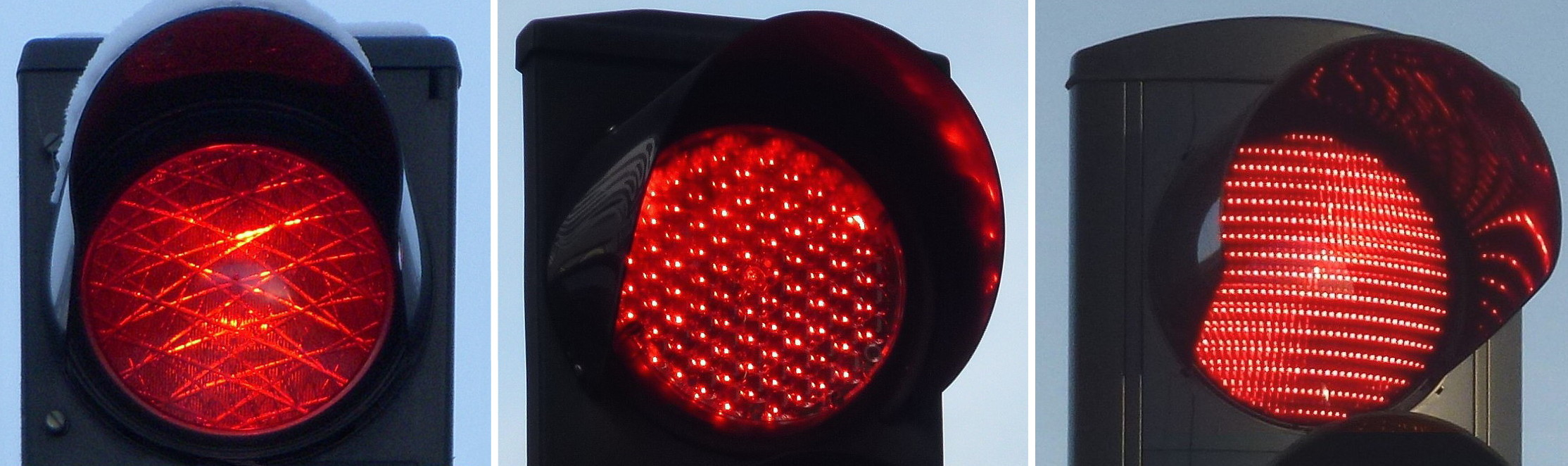
Äldre signallampa med glödljus (vänster) jämfört med första generationens "prickiga" LED-ljus (mitten) och den nya, jämnare typen.

Trafiksignalens gamla glödlampor förbrukade 75 watt, men LED-ljus förbrukar däremot endast 6–12 watt, varför glödlamporna åren 1998–2001 ersattes av LED-ljus vilket ökar livslängden och sänker energiförbrukningen. Därmed var Stockholm första stad i världen som införde LED-teknik i så gott som samtliga trafiksignaler. Ersättningen i alla 11 000 trafikljus kostade cirka 50 miljoner kronor men har resulterat i stora besparingar vad gäller kostnader för drift, underhåll och energi.
Stockholms kommun beslutade även att införa en helt ny typ av signallykta som heter ”Alustar” och levereras av den världsledande trafiksignaltillverkaren Swarco. Företaget har utvecklat speciella högeffektiva diodlinser som har ett klarare sken och inte ger ett så "prickigt" LED-ljus som den första generationen. Chassit för diodlinserna är av svart lackerad aluminium. I Norge har Alustar erhållit ett designpris för utrustning i industriell miljö.

### Styrning

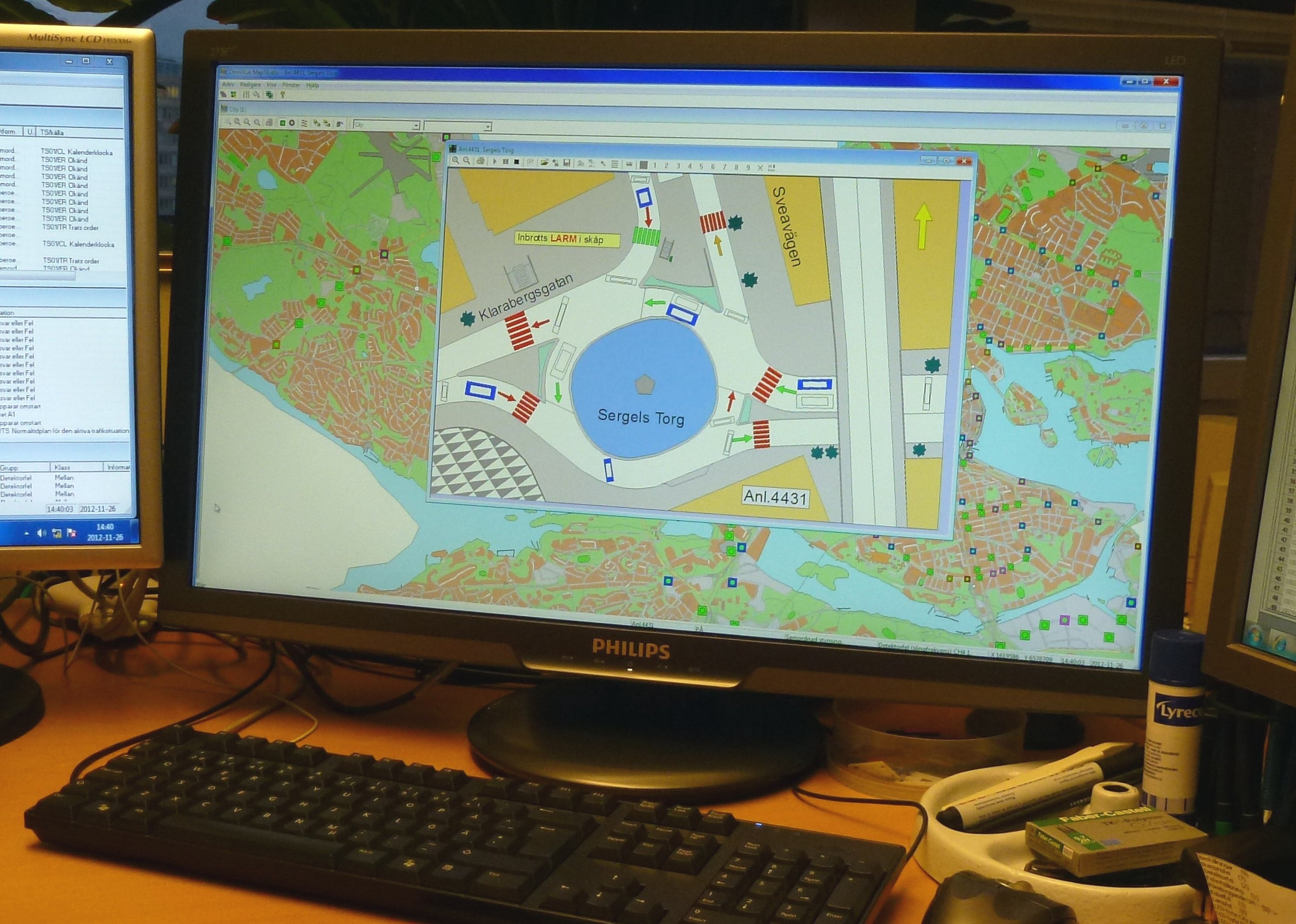
Bildskärm i Trafikkontorets övervakningscentral visande signalstyrning på Sergels torg.

Av Stockholms trafiksignaler är cirka 70 procent trafikstyrda genom detektorer i körbanan. Under vissa tider på dygnet är signalerna längs ett trafikerat stråk samordnade så att bilarna ska få grönt ljus genom hela systemet. En samordnad trafiksignal väljer i ett ”bibliotek” av i förväg uppgjorda tidplaner. Detta val brukar i Stockholm göras enligt en tidtabell med en morgontidplan, exempelvis klockan 6–9, en dagtidplan klockan 9–15, en eftermiddagstidplan klockan 15–18 och en lågtrafiktidplan under övrig tid. På natten tar trafikstyrningen över. En del trafiksignaler står på grönt längs huvudtrafikens riktning, andra står på konstant rött och slår om till grönt bara när detektorerna indikerar att ett fordon är på väg.
Gul blink har ofta framförts som ett alternativ på natten, men har visat sig ökat antalet olyckor. 1969–1975 testades ett 30-tal anläggningar i Stockholm med gul blink respektive helt släckt nattetid. Utvärderingen visade att helt släckta signaler var bättre ur säkerhetssynpunkt. Efter det släcktes många av stadens trafiksignaler på natten. Numera förskriver trafikförordningen att gul blink bara får användas tillfälligt när det är driftstörningar i anläggningen och att helt släcka signalerna skulle betyda att synskadade inte får höra ljudsignalen. Nattsläckning avslutades i mitten av 1990-talet.
Stockholms stads trafikkontor sköter driftövervakningen, projekteringen och programmeringen av stadens trafiksignaler. Trafikkontoret kan även styra signalerna i samband med speciella evenemang, exempelvis under Stockholm Marathon. Trafikkontorets ledningscentral finns i Tekniska nämndhuset vid Fleminggatan.
För närvarande (2012) diskuteras och utreds så kallad ”adaptiv” eller ”optimerad” styrning av Stockholms trafiksignaler. Många trafiksignaler i Stockholms stad är samordnade efter ett i förväg uppgjort tidsschema. Det är ett stelt system och funktionen skulle kunna förbättras med en form av adaptiv styrning. Adaptiv styrning fungerar så att signalväxlingen inte följer en i förväg bestämt tidplan, utan att trafiksignalerna i realtid skapar sin styrning själva. Systemet medför en bättre anpassning till det aktuella trafikläget, väntetiderna blir kortare och därmed reduceras skadliga emissioner.

### Specialsignaler

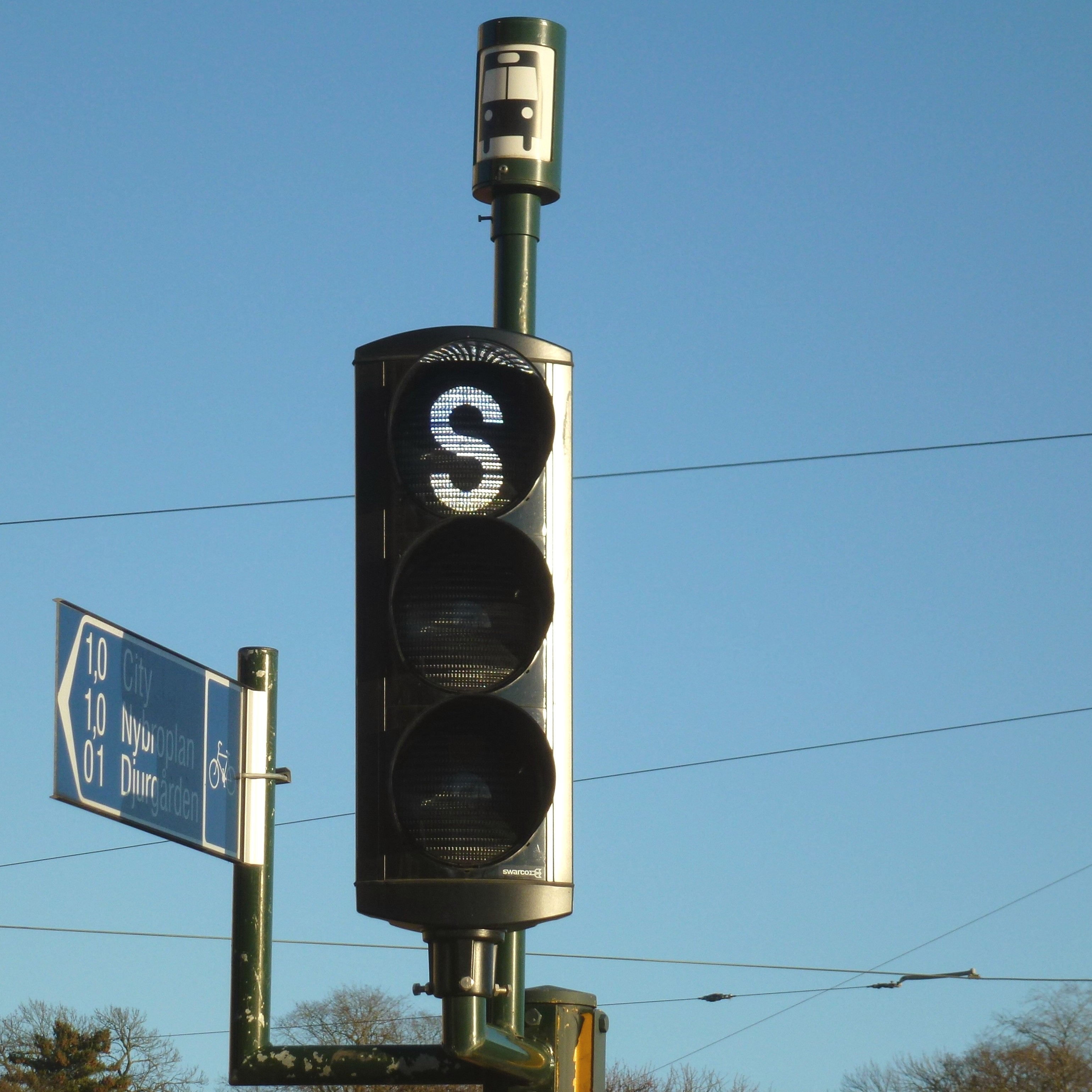
Kollektivtrafik i egen fil. Signalbild S - "Stopp". Pribuss-symbolen högst upp.
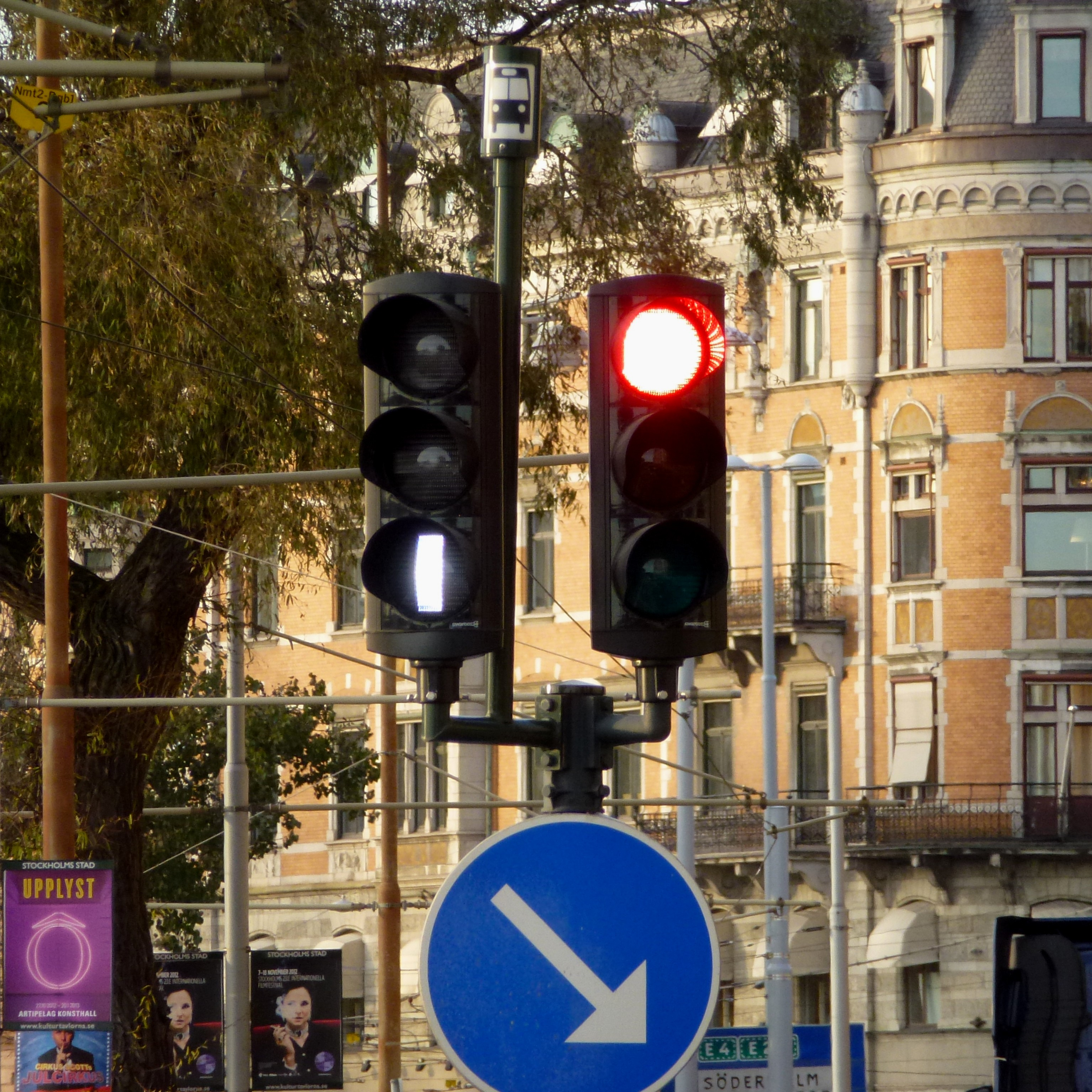
Kollektivtrafik i egen fil. Signalbild lodrätt streck - "Fortsätt framåt"
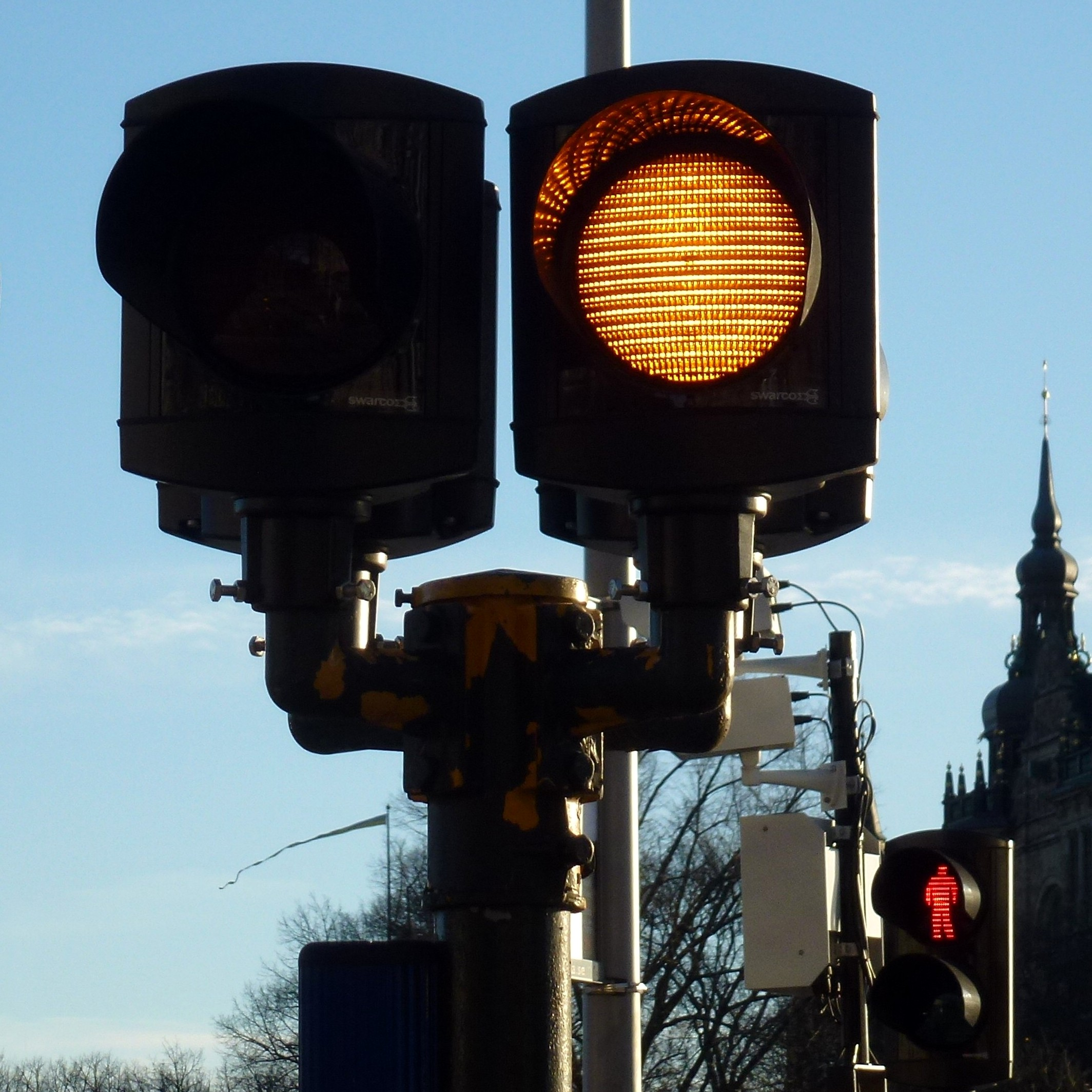
Kollektivtrafik i egen fil. Växelvis gult blink - "Varning"
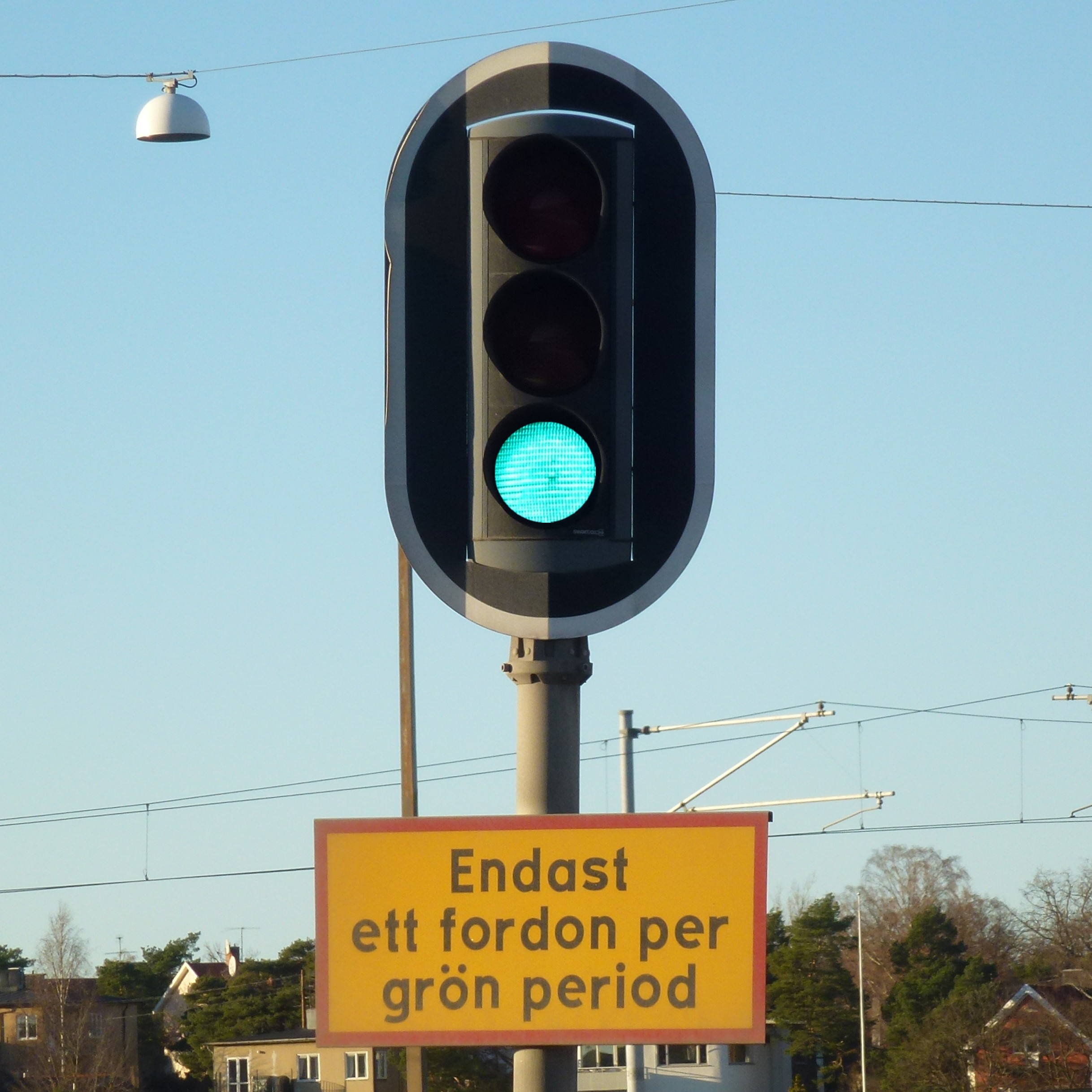
Rampstyrning vid påfarter till Essingeleden - "Endast ett fordon..."
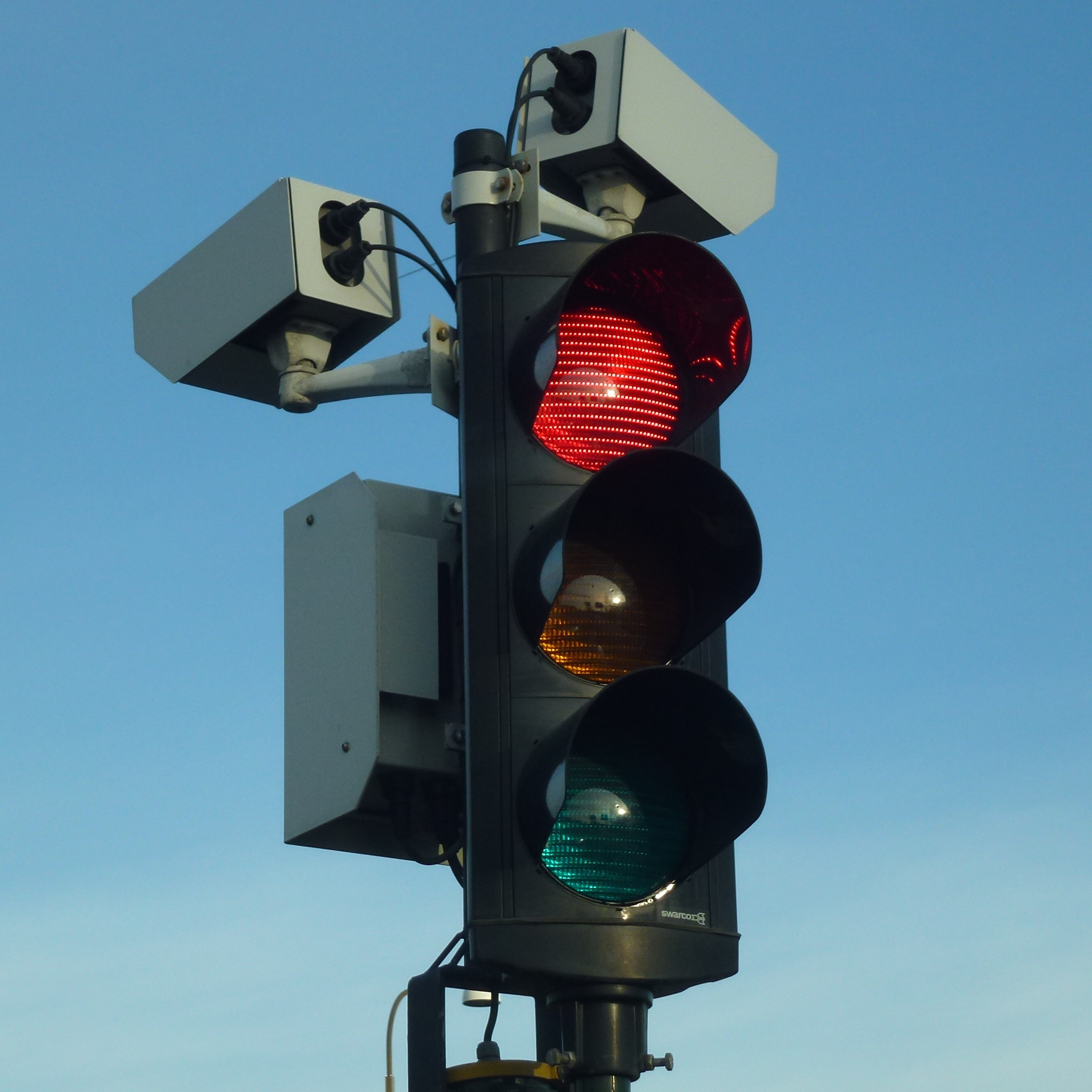
Trafiksignal med utrustning för restidsmätning ovanpå

## Skötsel, övervakning och projektering

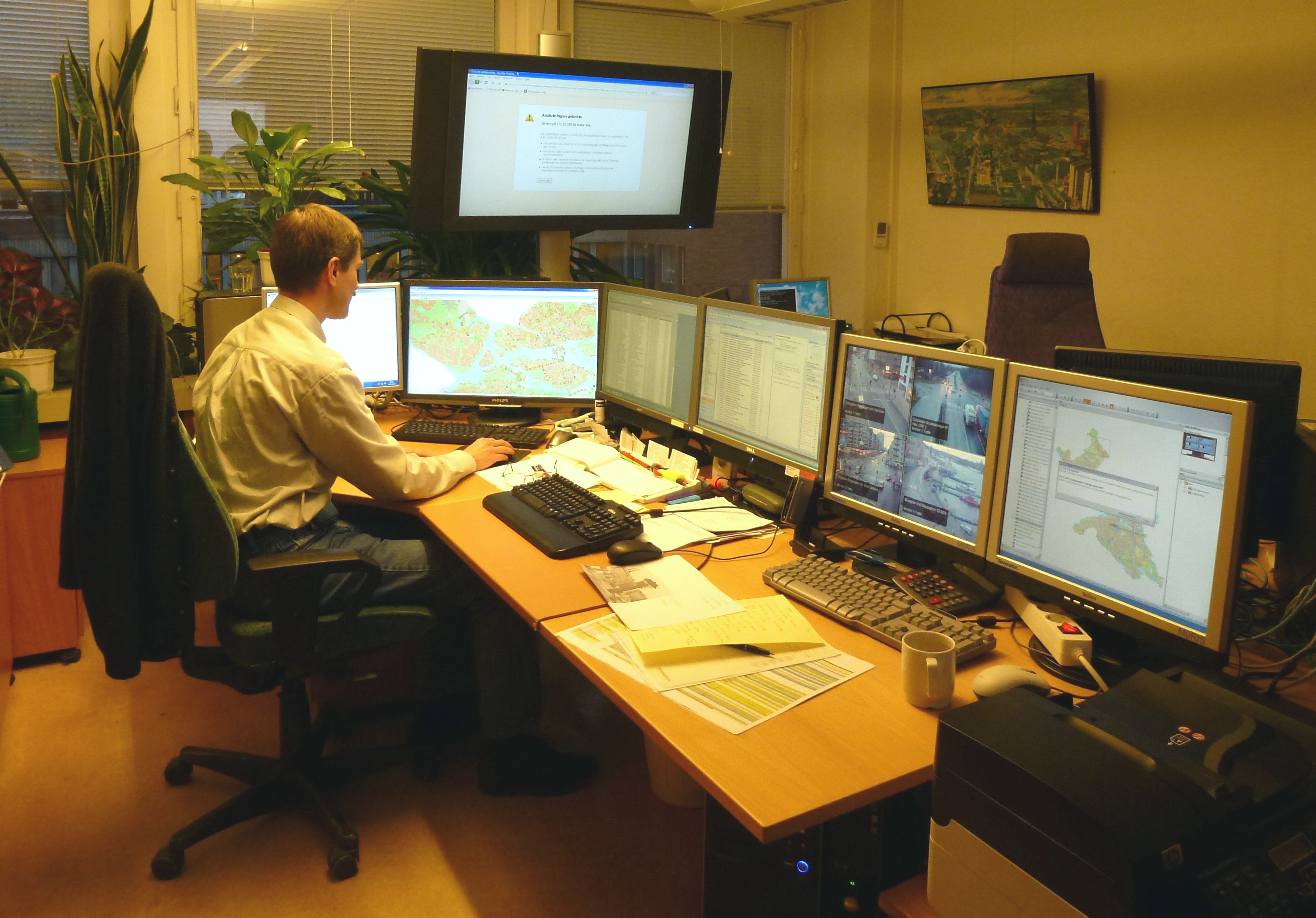
Trafikkontorets övervakningscentral.

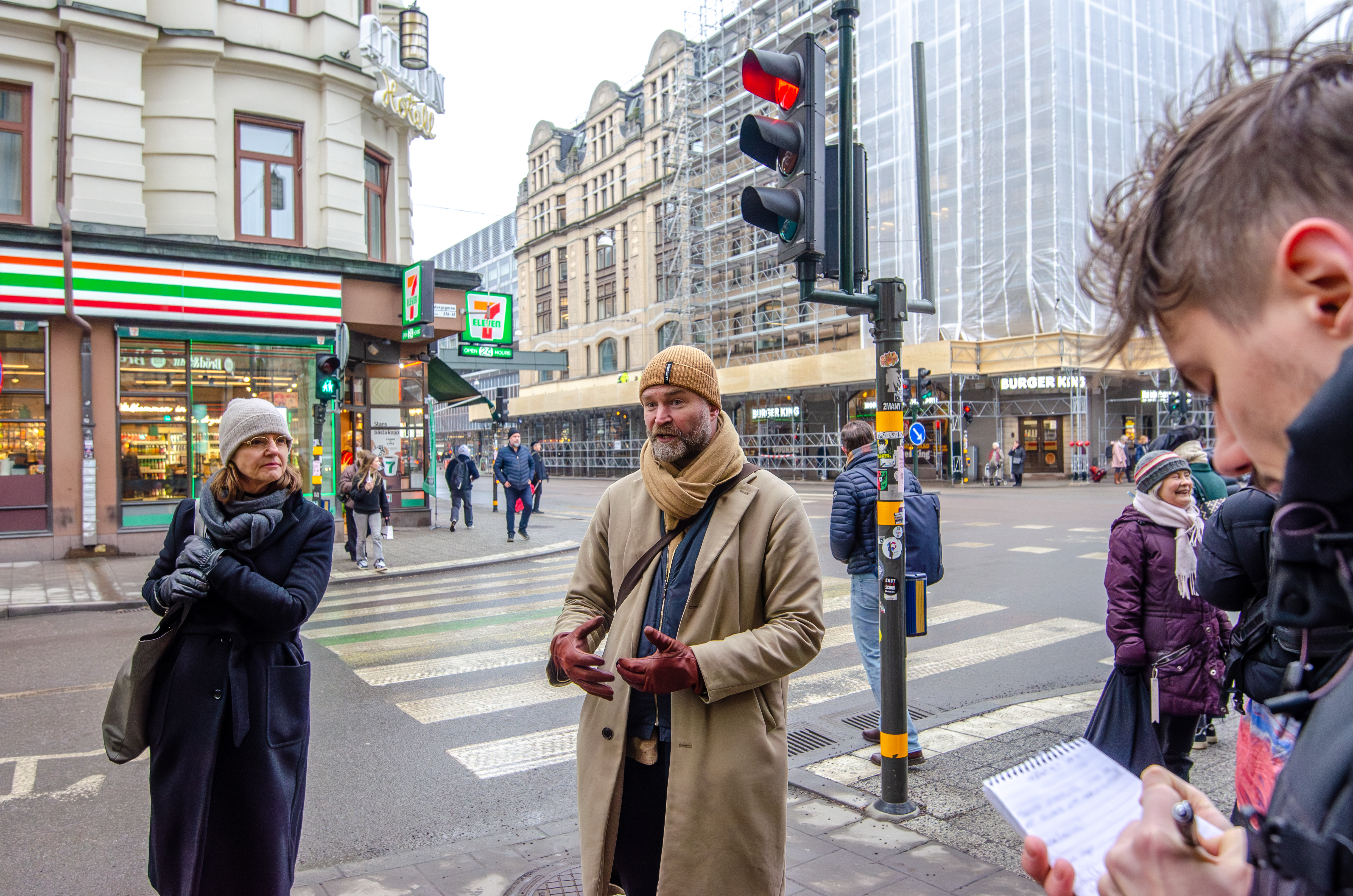
100-årsfirande för Stockholms första trafiksignal med trafikdirektör Gunilla Glantz och trafikborgarråd Lars Strömgren skedde i korsningen Kungsgatan-Vasagatan i februari 2025, där det första trafikljuset sattes upp ett sekel tidigare.

I innerstaden är i princip alla signaler, förutom friliggande övergångsställen, anslutna till ett driftsövervakningssystem. I ytterstaden är anslutningsgraden lägre. Fram till 1 februari 2010 sköttes övervakningen av Stockholmstrafiken och skötsel av signalanläggningarna av Stockholms stads trafikkontor. I dagsläget delas uppdraget mellan AB Blinkfyrar som sköter den södra sidan och One Nordic som sköter den norra på entreprenad. I upphandlingen ingår för närvarande 123 trafiksignalanläggningar, varav 87 är signalreglerade korsningar, 36 är signalreglerade övergångsställen respektive cykelöverfarter och 4 är signalanläggningar för rampstyrning vid påfarter till Essingeleden. Till trafiksignalanläggningen räknas alla i signalanläggningen ingående delar som mätarskåp till styrutrustning, signallyktor, trycknappar och detektorer.
Trafik Stockholm leder trafiken i Stockholmsområdet, i Mälardalen och på Gotland. Trafikledningen omfattar även större kommunala gator i Stockholm. Trafik Stockholm hanterar felanmälningar kring gator, torg och parker i Stockholms stad och ger trafikinformation till allmänheten. Ledningscentralen ligger för närvarande (2012) i Kristineberg. Stockholms stads trafikkontor kommer även fortsättningsvis att sköta driftövervakningen och utför projekteringen av nya anläggningar samt bestämmer detaljer såsom signalernas programmering.
Projektering enligt stockholmsstandard (utdrag/sammandrag, daterat 2012-10-01):
- Trafiksignaler för gående skall utföras med akustiska tryckknappslådor. Undantag kan göras för en enskild signalstolpe om ljuden kan skapa oklarhet för synskadade.
- Cykelöverfarter skall normalt även utföras med en sekundär cykelsignal (normalt på mittrefug).
- Vid samordnad styrning får omloppstiden i innerstaden maximalt uppgå till 100 sekunder. Eventuella avsteg från detta beslutas av byrån för trafikstyrning.
- Vid större korsningar i innerstaden med ”många” gående skall gångsignalerna normalt följa parallellöpande fordonssignaler till grönt under dagtid.
- Dagtid är klockan 6–20. Byrån för trafikstyrning kan besluta eventuella avsteg.
- Vid bussprioritering och detektering med radio skall det i busstillfarten finnas en särskild indikeringslampa, som tänds vid bussanmälan och släcks vid bussavanmälan.
- Trafiksignaler skall i möjligaste mån anslutas mot stadens övervakningssystem.
- Stolparna skall målas i mörkgrön kulör (NCS 8010 G10Y - glans 70) och förses med tre reflexband, som placeras på 30, 90, och 160 cm höjd över marknivån.
- Signallykta kan i undantagsfall placeras på gatubelysningsstolpe.
- Papperskorg får ej uppsättas på signalstolpe.